# Quattro occupazioni

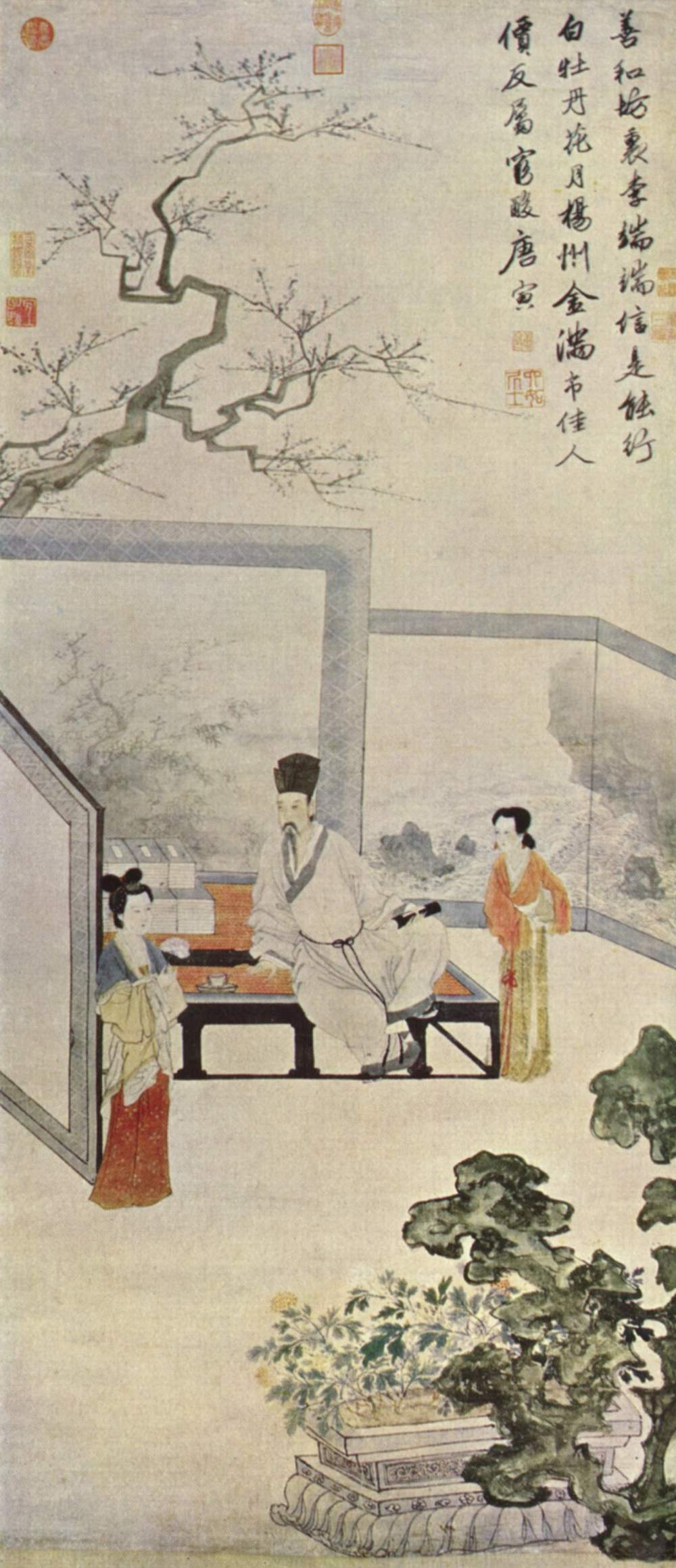
Uno "funzionario aristocratico" (zh. Shenshi) con due cortigiane - dipinto di Tang Yin (c. 1500).

Le quattro occupazioni (zh. 士農工商T, 士农工商S, Shì nóng gōng shāngP, lett. "Letterato-contadino-artigiano-mercante") o quattro categorie di persone (zh. 四民T, Sì mínP), era una classificazione occupazionale utilizzata nell'Antica Cina da studiosi confuciani o legisti fin dal periodo degli Stati Combattenti (403–221 a.C.), seppur alcuni la vogliano figlia della tarda dinastia Zhou (XII–III secolo a.C.), ed è considerata una parte centrale della struttura sociale nota come Fengjian (1046–256 a.C. circa). Le quattro classi erano: 士T, ShīP, lett. "funzionari-aristocratici o funzionari-letterati"; 农T, NóngP, lett. "Contadini"; 工T, GōngP, lett. "Artigiani e tecnici specializzati"; e 商T, ShāngP, lett. "Mercanti". L'ordine d'importanza delle occupazioni/categorie non fu sempre quello indicato né esse ebbero valenza socio-economica, non corrispondendo ad esse ricchezza né posizione sociale né tanto meno una qualche forma di ereditarietà.
Il sistema Shì nóng gōng shāng non considerava tutti i gruppi sociali presenti nella società cinese pre-moderna e le sue ampie categorie erano più un’idealizzazione che una realtà pratica. Lo sviluppo commercialista della Cina imperiale delle dinastie Song (960–1279) e Ming (1368–1644) offuscò poi ulteriormente i confini tra le quattro occupazioni. La definizione identitaria degli shi mutò radicalmente nel corso del tempo: da aristocratici-guerrieri, ad aristocratici-letterati e infine a funzionari-letterati. Ci fu anche una graduale fusione delle classi dei ricchi mercanti e dei proprietari terrieri, culminata nella tarda dinastia Ming.
Lo Shì nóng gōng shāng si diffuse, pur con qualche cambiamento, in tutta la sfera culturale cinese: in Corea come 사농공상, Sa nong gong sang; in Giappone come Shi nō kō shō (士農工商?, shinōkōshō), in questo caso però con caste ereditarie esteso anche alle aree d'influenza nipponiche (es. le isole Ryūkyū); e in Vietnam come 士農工商, Sĩ nông công thương. La principale differenza nell'adattamento era la definizione di shi (士). Interessanti furono anche gli sviluppi dello Shì nóng gōng shāng nelle enclave cinesi del Sud est asiatico.

## Contesto

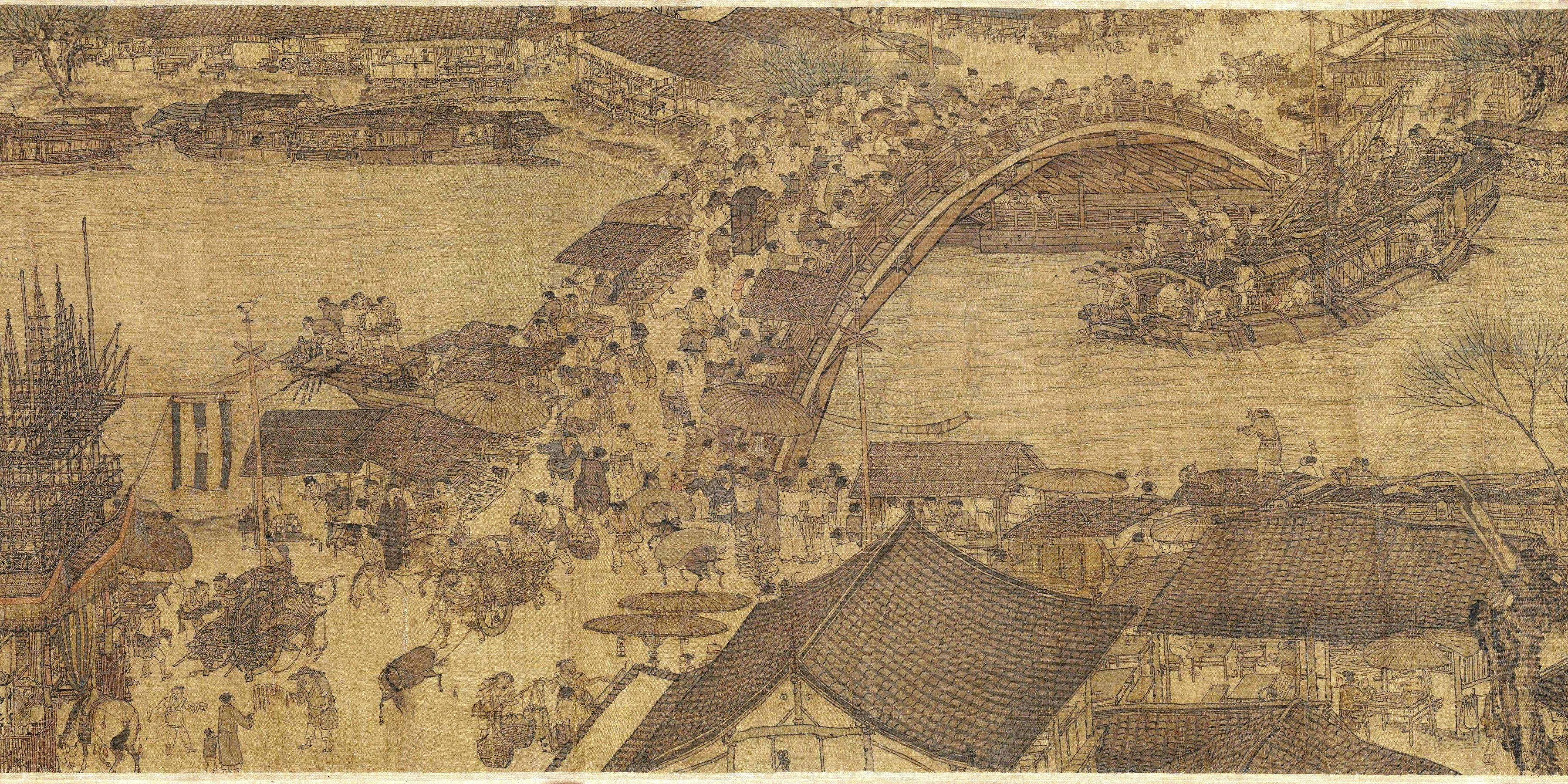
Il lungofiume durante il Qingming (DETTAGLIO) - dipinto su seta di Zhang Zeduan (1085).
Una scena di vita da strada a Bianjing (attuale Kaifeng), allora capitale della dinastia Song nello Henan. Uno spaccato della società organizzata secondo lo Shì nóng gōng shāng.

Dalle prove documentarie attualmente esistenti, lo Shì nóng gōng shāng fu in uso in Cina dal Periodo degli Stati Combattenti (zh. 戰國T, 战国S, ZhànguóP, 403–221 a.C.). Nonostante ciò, lo storico degli Han orientali (25–220 d.C.) Ban Gu (32–92 d.C.) affermò, nel suo 漢書T, 汉书S, HànshūP, Ch'ien Han ShuW, lett. "Libro degli Han", cronaca ufficiale della dinastia e parte dei classici della storiografia imperiale cinese datato al 111 d.C., che lo Shì nóng gōng shāng fu introdotto al tempo della dinastia Zhou occidentali (1050–771 a.C. circa), da egli considerata l'età dell'oro della Cina imperiale. Le asserzioni cronologiche di Ban Gu sono oggi valutate come irrilevanti, essendo noto che il sistema non entrò in uso prima del II secolo a.C., tuttavia egli ci fornisce l'ordine d'importanza delle occupazioni al tempo degli Han:
(Libro degli Han.)
I 周禮T, 周礼S, lett. "Riti di Zhou", parte dei Tredici Classici del canone confuciano, descrivono i quattro gruppi in un ordine diverso, con i mercanti prima dei contadini. Il testo degli Stati Combattenti ma redatto in epoca Han 穀梁傳T, 谷梁传S, Guliang ZhuanP, lett. "Commentarii di Guliang" colloca i mercanti al secondo posto, dopo gli studiosi, mentre il 荀子T, XunziP di Xun Kuang, dell'era degli Stati Combattenti, collocava gli agricoltori prima degli studiosi. Il 說苑T, 说苑S, Shuo YuanP, lett. "Giardino delle storie", sempre degli Stati Combattenti ma redatto nella sua forma definitiva dagli Han, menziona una citazione che sottolinea invece l'ideale d'uguaglianza tra le quattro occupazioni.
Anthony J. Barbieri-Low, professore di storia cinese antica presso l'Università della California - Santa Barbara, scrive che lo Shì nóng gōng shāng può essere visto come un mero espediente retorico privo d'effetto sulla politica del governo. Tuttavia, sebbene nessuno statuto nei codici di legge Qin (221–206 a.C.) o Han menzioni specificamente le quattro occupazioni, Barbieri-Low osserva che alcune leggi trattavano questi gruppi sociali come unità separate con diversi livelli di privilegio legale.
La categorizzazione fu ordinata secondo il principio d'utilità economica per lo stato e la società, pertanto coloro che usavano la mente invece dei muscoli, gli studiosi, erano collocati al primo posto, poi gli agricoltori, principali creatori di ricchezza, seguiti dagli artigiani e solo in ultimo i mercanti, visti come un disturbo sociale per l'eccessivo accumulo di ricchezza o la fluttuazione irregolare dei prezzi. Al di sotto dello Shì nóng gōng shāng c'erano le 賤民T, JiànmínP, lett. "Persone cattive", i paria dalle occupazioni "umilianti", come danzatori, prostitute, artisti, ecc.
Lo Shì nóng gōng shāng non era un sistema ereditario, differendo quindi dal feudalesimo europeo in quanto le persone non nascevano vincolate alla classe d'appartenenza della loro famiglia: es. il figlio di un artigiano (gōng) poteva entrare a far parte della classe dei mercanti (shāng). In teoria, qualunque uomo poteva diventare ufficiale governativo superando gli esami imperiali.
A partire dal IV secolo a.C., gli shī e alcuni ricchi mercanti indossavano lunghe vesti di seta fluenti, le shenyi, per distinguersi dalla classe operaia che indossava pantaloni.

## Le Quattro occupazioni in Cina

### Shī (士)

#### Antica classe guerriera

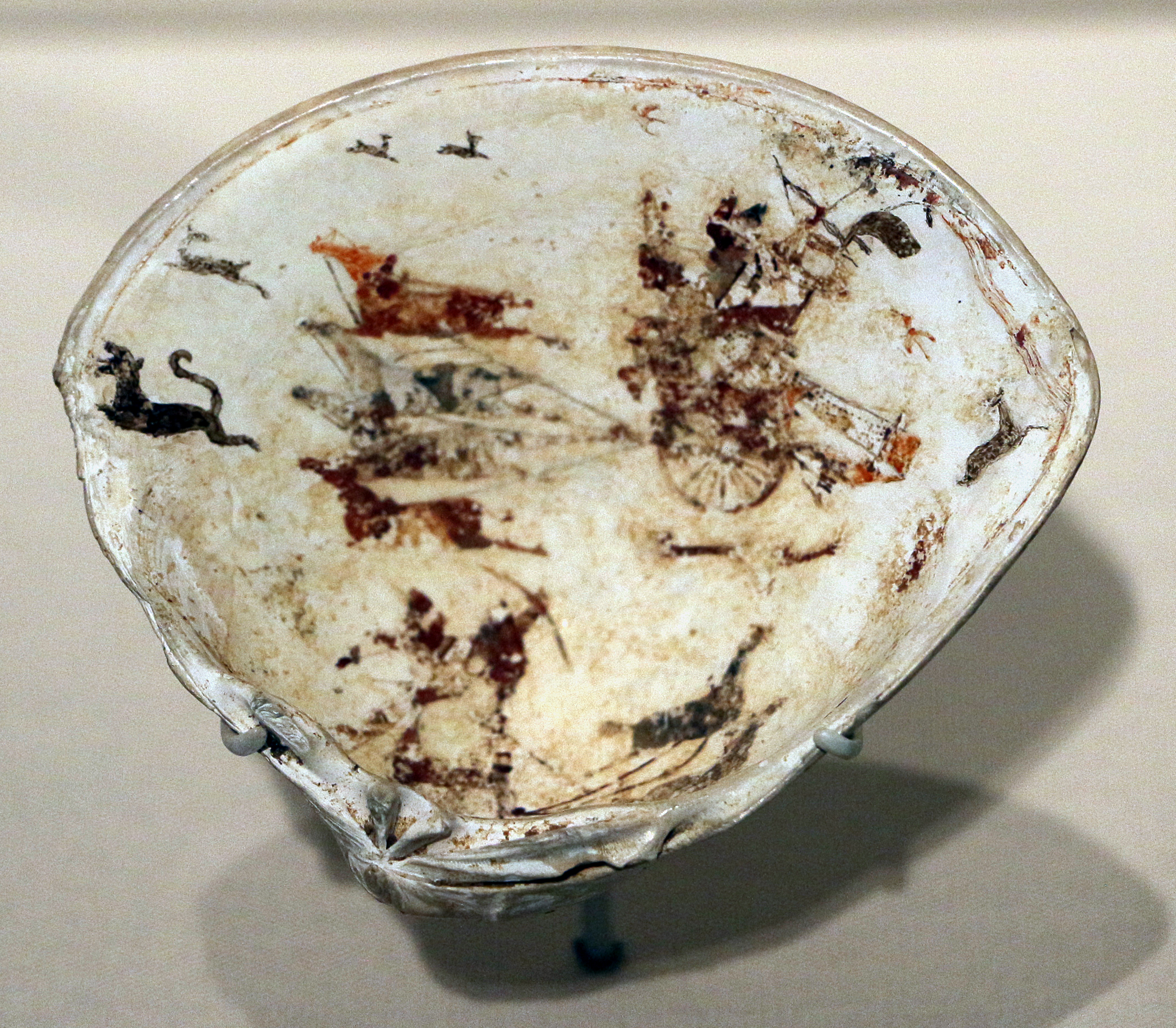
Arciere su carro, c. 300 a.C.

Al tempo della proto-storica dinastia Shang (1600–1046 a.C.) e i primi Zhou (1046–771 a.C.), gli shī erano considerati un ordine sociale aristocratico-cavalleresco posto al di sotto degli 五等爵位T, Wǔděngjuéwèi P, lett. "Cinque gradi nobiliari", la nobiltà cinese propriamente detta, i cui ranghi erano 公T, GōngP, lett. "Duca", 侯T, HóuP, lett. "Marchese", 伯T, BóP, lett. "Conte", 子T, ZǐP, lett. "Visconte", 男T, NánP, lett. "Barone".
Questa classe sociale si distingueva per il diritto di viaggiare sui carri, di comandare in battaglia dal proprio cocchio da guerra e di svolgere funzioni civili in tempo di pace. Saliti al potere attraverso il controllo della nuova tecnologia della lavorazione del bronzo, dal 1300 a.C., gli shī passarono da guerrieri appiedati ad arcieri su carri, armati d'arco composito, spada a doppio taglio (zh. 劍T, 剑S, JiànP, chienW) e armatura, divenendo figure fondamentali per la storia cinese nel corso del Periodo delle primavere e degli autunni (zh. 春秋時代T, Chūnqiū ShídàiP, 722–481 a.C.).
Gli shī avevano un rigido codice cavalleresco. Nel 624 a.C. uno shī caduto in disgrazia dello Stato di Jin guidò una carica suicida di carreria per riscattare la sua reputazione, ribaltando le sorti della battaglia. Nella battaglia di Bi (597 a.C.), le forze dei carri di Jin in fuga rimasero impantanate nel fango e le truppe nemiche che le inseguivano, invece di spacciarle, le aiutarono a disincagliare i mezzi e permisero loro di ritirarsi. Nella battaglia di Zheqiu (420 a.C.), lo shī Hua Bao tirò, mancandolo, contro lo shī Gongzi Cheng e, mentre stava incoccando una nuova freccia, Gongzi Cheng gli disse che non era onorevole tirare due volte senza permettergli di rispondere al tiro, pungendo Hua Bao nell'orgoglio tanto da fargli abbassare l'arco lasciando che il nemico l'uccidesse.
Quando i carri da guerra persero il loro primato sui campi di battaglia cinesi in favore della cavalleria e dei fanti armati di balestra, nel periodo degli Stati Combattenti (403–221 a.C.), la presenza degli shī tra i guerrieri decrebbe poiché i governanti cercavano uomini con un vero addestramento militare e non una provenienza aristocratica. Questo fu anche il periodo in cui fiorirono le 諸子百家T, 诸子百家S, zhūzǐ bǎijiāP, lett. "Cento scuole di pensiero" della filosofia cinese e l'attività intellettuale divenne molto apprezzate tra gli statisti. Gli shī divennero allora celebri non più per le loro abilità marziali ma per la loro educazione scolastica, le competenze amministrative ed una solida etica e moralità alimentate da scuole filosofiche in costante concorrenza.
Contestualmente, gli shī che non vollero farsi funzionari-letterati costituirono l'humus sociale dal quale originò la figura dello 遊俠T, 游侠S, YouxiaP, lett. "Vigilante errante", il cavaliere errante cinese, una classe che sarebbe comunque presto divenuta meno aristocratica e più legata a precise scelte di vita.

#### Funzionari-letterati

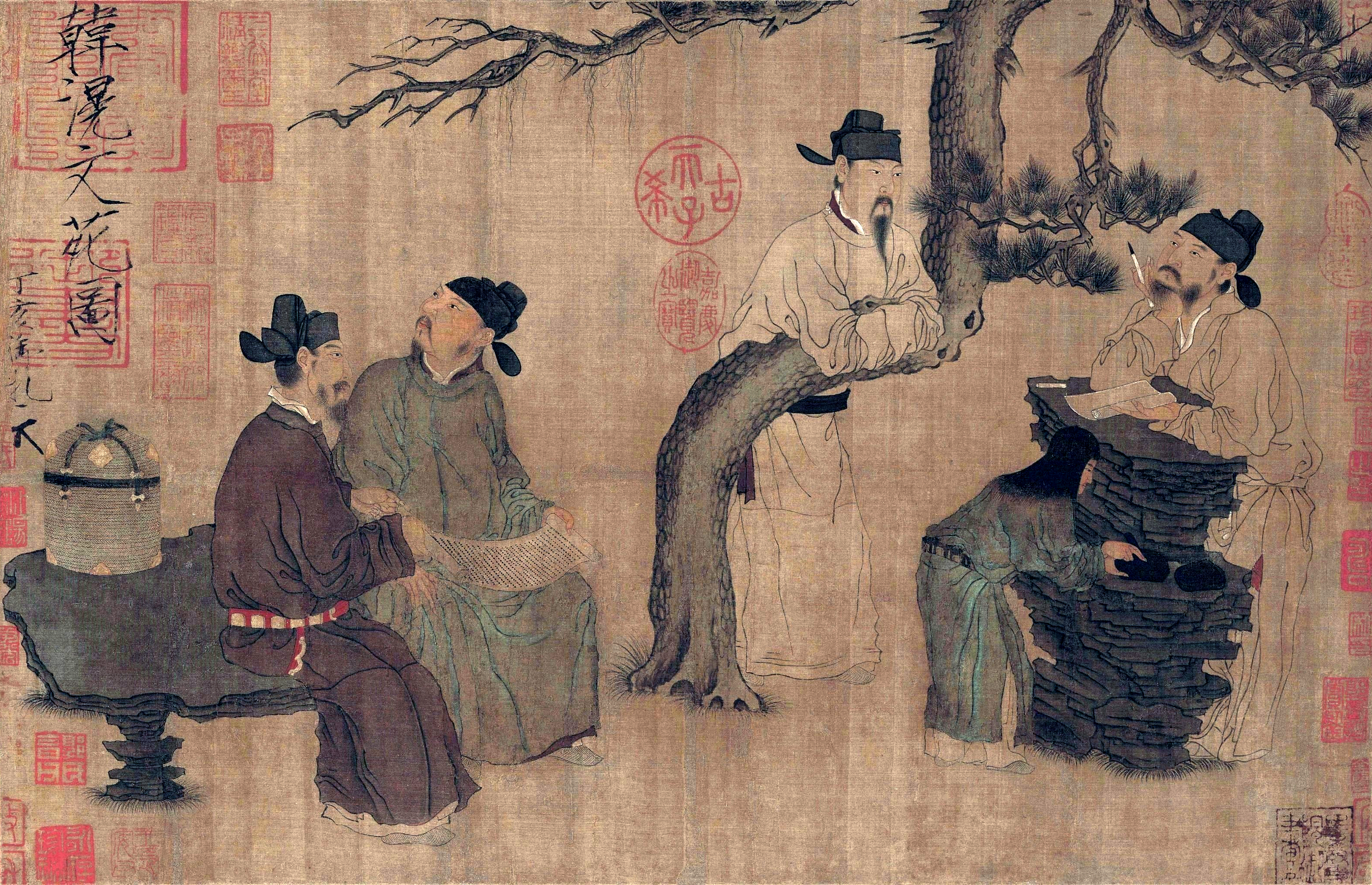
Un giardino letterario - dipinto di Zhou Wenju (X secolo).

Sotto il duca Xiao di Qin (r. 361–338 a.C.) e il suo primo ministro riformatore Shang Yang (morto nel 338 a.C.), l'antico stato di Qin fu trasformato da una nuova filosofia basata su meritocrazia e duro legismo, con severe punizioni per coloro che disobbedivano alle leggi pubblicate e premi per coloro che servivano lo stato ed obbedivano diligentemente alle leggi. Fu un mezzo per diminuire il potere della nobiltà che concorse a trasformare gli shī da guerrieri a funzionari guidati dal merito. Quando la dinastia Qin (221–206 a.C.) unificò la Cina, il Primo Imperatore della Cina, Qin Shi Huang (r. 221–210 a.C.), ne assegnò l'amministrazione a funzionari e non alla nobiltà, ponendo fine al feudalesimo e sostituendolo con un governo centralizzato e burocratico. Questa nuova forma di governo creata da Shi Huang e dai suoi consiglieri fu utilizzata dalle dinastie successive per strutturare il proprio governo. Con questo sistema, il governo prosperava, poiché gli individui di talento potevano essere identificati più facilmente nella società trasformata. Tuttavia, i Qin divennero famigerati per le misure oppressive e così collassarono (v.si Disputa Chu–Han) poco dopo la morte dell'Imperatore Qin Shin Huang nel 210 a.C.

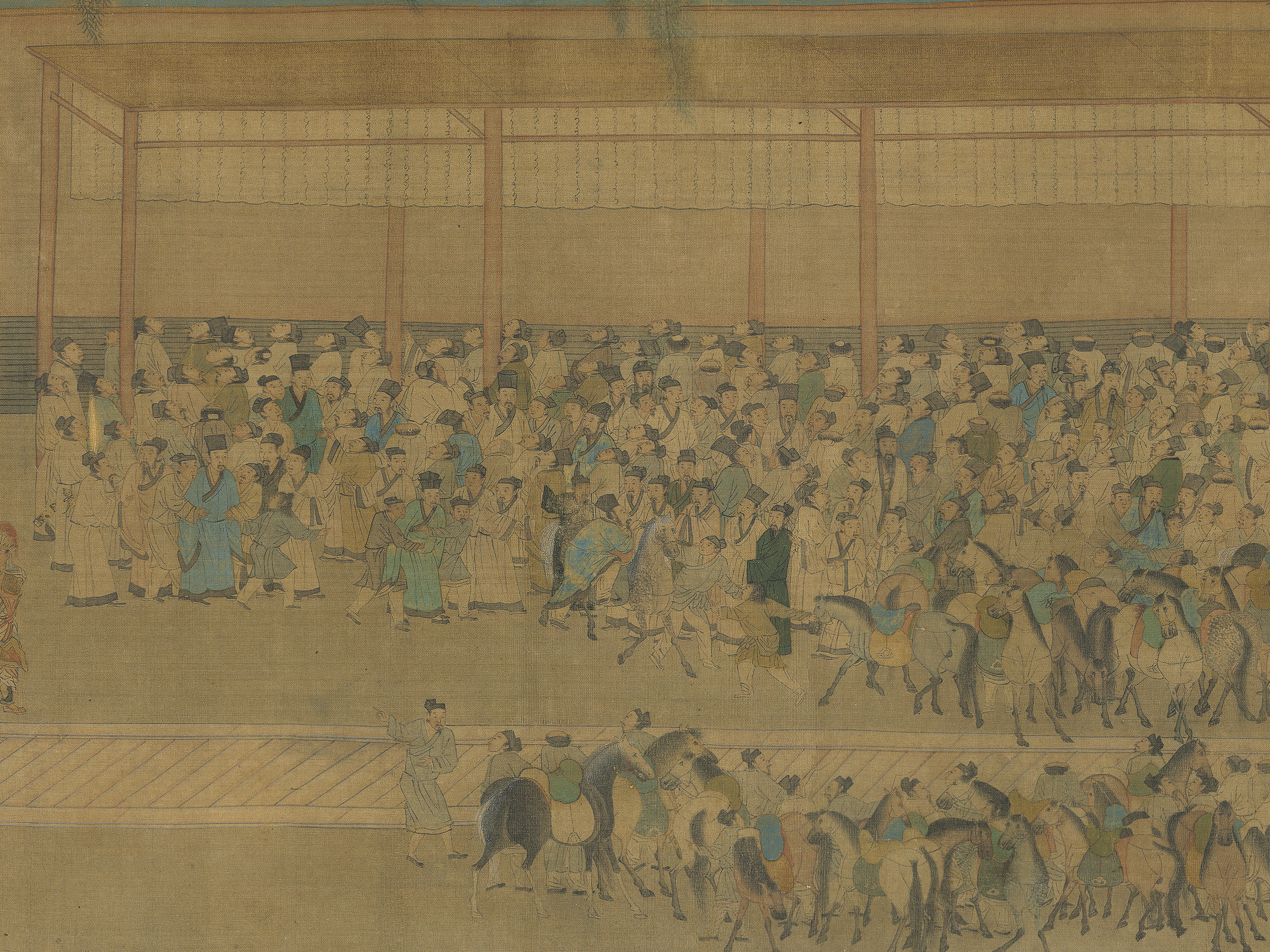
I candidati degli esami imperiali si radunano attorno al muro dove vengono affissi i risultati. Questo annuncio era noto come "rilascio del rotolo" (放榜) - dipinto di Qiu Ying (c. 1540)

Il vincitore della conseguente guerra civile fu Liu Bang che diede inizio a quattro secoli di unificazione della Cina vera e propria con la dinastia Han (202 a.C.-220 d.C.). Nel 165 a.C., l'imperatore Wen introdusse il reclutamento nel servizio civile attraverso un sistema d'esami statali. L'imperatore Han Wudi (r. 141–87 a.C.) cementò poi l'ideologia confuciana nel governo tradizionale, creò un sistema di raccomandazione e nomina nel servizio governativo, lo xiaolian, e un'accademia nazionale nella quale i funzionari, selezionati dall'imperatore, selezionavano i candidati da sottoporsi ad un esame vertente sui classici confuciani.
Collassati gli Han entro l'anno 220, nel successivo periodo dei Tre Regni (220-280) fu necessario riformare il sistema di selezione dei funzionari, con l'introduzione del 九品中正制S, Jiǔpǐn Zhōngzhèng ZhīP, lett. "Sistema dei nove ranghi" che perdurò sotto la dinastia Jìn (265-420) e le successive dinastie del Nord e del Sud (420-589). Con la dinastia Sui (581–618) e la successiva dinastia Tang (618–907), fautrice di una massiccia renovatio imperii che riportò il Celeste Impero agli antichi splendori, fu ripreso il sistema degli esami imperiali creato dagli Han. La classe shī cominciò allora a connaturarsi attraverso il superamento di questo percorso scolastico a test standardizzato e conseguente ottenimento d'un diploma per l'accesso ad un titolo d'ufficio nella burocrazia imperiale. Ciò nonostante, il reclutamento tramite raccomandazione alle cariche restò importante e solo con la dinastia Song (960–1279) il reclutamento dei funzionari pubblici tramite puro superamento dell'esame standard si espanse in modo significativo. La classe shī divenne contestualmente meno aristocratica e più burocratica in ragione della natura altamente competitiva degli esami in epoca Song, esami nei quali il miglior esaminato otteneva l'apposito titolo di 狀元T, 状元S, ZhuàngyuánP, lett. "Miglior graduato", cui qualsiasi cittadino poteva accedere.
Dal punto di vista legale, l'appartenenza alla classe degli shī, secondi per status solo alla famiglia dell'imperatore, garantiva l'esenzione dai lavori manuali, l'immunità da processi, arresti e tortura salvo che per diretto comando imperiale e, anche qualora sentenziati colpevoli, di pene più lievi rispetto alle classi inferiori.

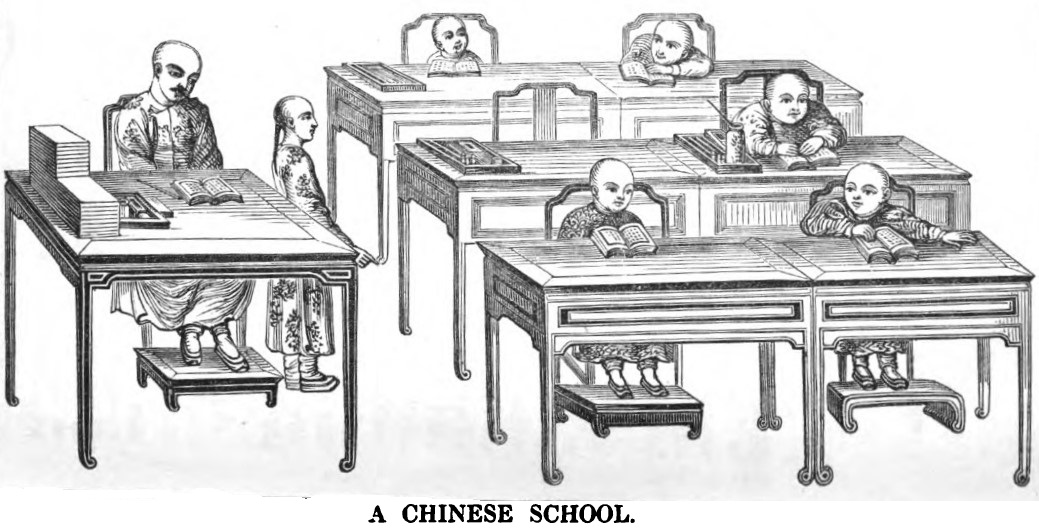
Una scuola cinese - ill. in

Oltre a prestare servizio nell'amministrazione e nella magistratura, tanto centrale quanto provinciale, i funzionari-letterati, edotti nei classici confuciani e maestri nelle 四藝T, Sì YìP, lett. "Quattro arti" (琴T, guqinP, lett. "Musica", 棋T, goP, lett. "Strategia", 書T, shuP, lett. "Calligrafia" e 畫T, huaP, lett. "Pittura"), erano impiegati dal governo nella gestione ed organizzazione d'una svariata serie di servizi amministrativo-sociali foraggiati dallo stato: scuole prefettizie o di contea; ospedali pubblici gratuiti; case di riposo e cimiteri dei poveri.
Quale che fosse il loro impiego, i funzionari-letterati furono anche e soprattutto dei "letterati": es. Shen Kuo (1031–1095) e Su Song (1020–1101) si dilettarono in ogni campo conosciuto della scienza, della matematica, della musica e dell'arte governativa; Ouyang Xiu (1007–1072) e Zeng Gong (1019 –1083) aprirono la strada al successivo sviluppo degli studi di epigrafia, archeologia e filologia; ecc.
Dal XI secolo alla fine dei Song, il numero di candidati partecipanti agli esami imperiali passò da 30.000 a 400.000. La stampa a caratteri mobili migliorò la diffusione della conoscenza tra le persone alfabetizzate nella società cinese, consentendo a più candidati di concorrere per una laurea prestigiosa. Con una popolazione in forte espansione e un conseguente numero crescente di notabili ma un numero di uffici statali costante, i laureati non nominati al governo fornivano servizi fondamentali nelle comunità locali: il finanziamento di lavori pubblici, la gestione di scuole private, il sostegno alla raccolta delle tasse, il mantenimento dell'ordine e la compilazione di dizionari geografici locali.

### Nóng(农/農)
Sin dalle culture neolitiche cinesi, l'agricoltura fu un elemento chiave per l'ascesa della civiltà sinica. Il cibo prodotto dagli agricoltori (zh. 农/農T, NóngP) sosteneva l'intera società, mentre l'imposta sul valore fondiario dei lotti degli agricoltori e sui beni dei proprietari terrieri produceva gran parte delle entrate statali per le dinastie regnanti della Cina pre-moderna. Il nóng era pertanto un membro prezioso della società e, anche se non era considerato uno della classe shī, le famiglie shī erano solitamente proprietari terrieri che spesso producevano raccolti e generi alimentari.
Tra il IX secolo a.C. (tarda dinastia Zhou occidentale) e la fine degli Stati Combattenti, i terreni agricoli furono distribuiti secondo il Sistema dei campi a pozzo (zh. 井田制度T, Jǐngtián zhìdùP) per cui un'area quadrata di terreno era divisa in nove sezioni di identiche dimensioni: le otto sezioni esterne (zh. 私田T, SītiánP) erano coltivate privatamente dai nóng e la sezione centrale (zh. 公田S, GōngtiánP) era coltivata sempre dai nóng ma per conto dell'aristocratico proprietario terriero. Al tempo degli Stati Combattenti, il sistema divenne economicamente insostenibile e fu sostituito dalla proprietà privata della terra. Fu soppresso anzitutto nello stato di Qin dal già citato Shang Yang, presto imitato dagli altri Stati Combattenti.
Dal 485 al 763, la terra fu equamente distribuita ai nóng secondo il Sistema dei campi uguali (zh. 均田制度T, Jūntián ZhìdùP) per cui alle famiglie erano assegnati appezzamenti di terra sulla base del numero di uomini abili al lavoro, compresi gli schiavi, con appezzamenti più piccoli per le donne. Quando il controllo del governo s'indebolì, nel VIII secolo, la terra tornò nelle mani di proprietari privati.
I nóng dei Song (950–1279) erano impegnati nella produzione su piccola scala di vino, carbone, carta, tessuti e altri beni.
Durante la dinastia Ming (1368–1644), la classe socio-economica dei nóng divenne sempre più indistinta da un'altra delle Quattro Occupazioni, i gōng (artigiani), poiché questi operavano nelle fattorie durante i picchi di attività mentre i contadini lasciavano le campagne per le città in cerca di lavoro durante le carestie. Nella Cina Ming la distinzione tra città e campagna era confusa, poiché le aree suburbane con le fattorie si trovavano appena al di fuori, in alcuni casi addirittura all'interno, delle mura di una città.

### Gōng(工)

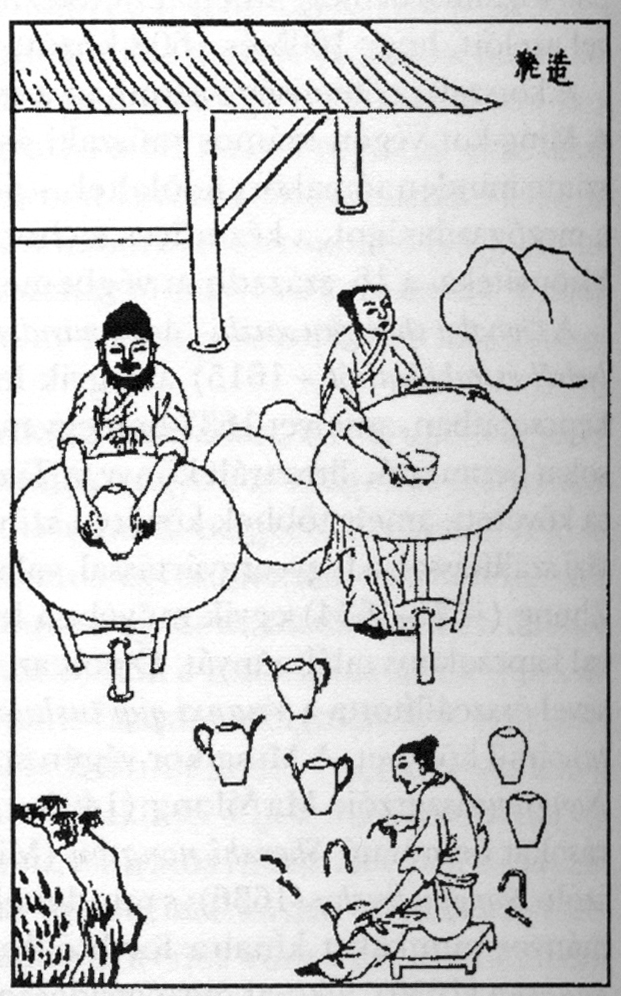
Laboratorio di ceramica dell'epoca Ming.

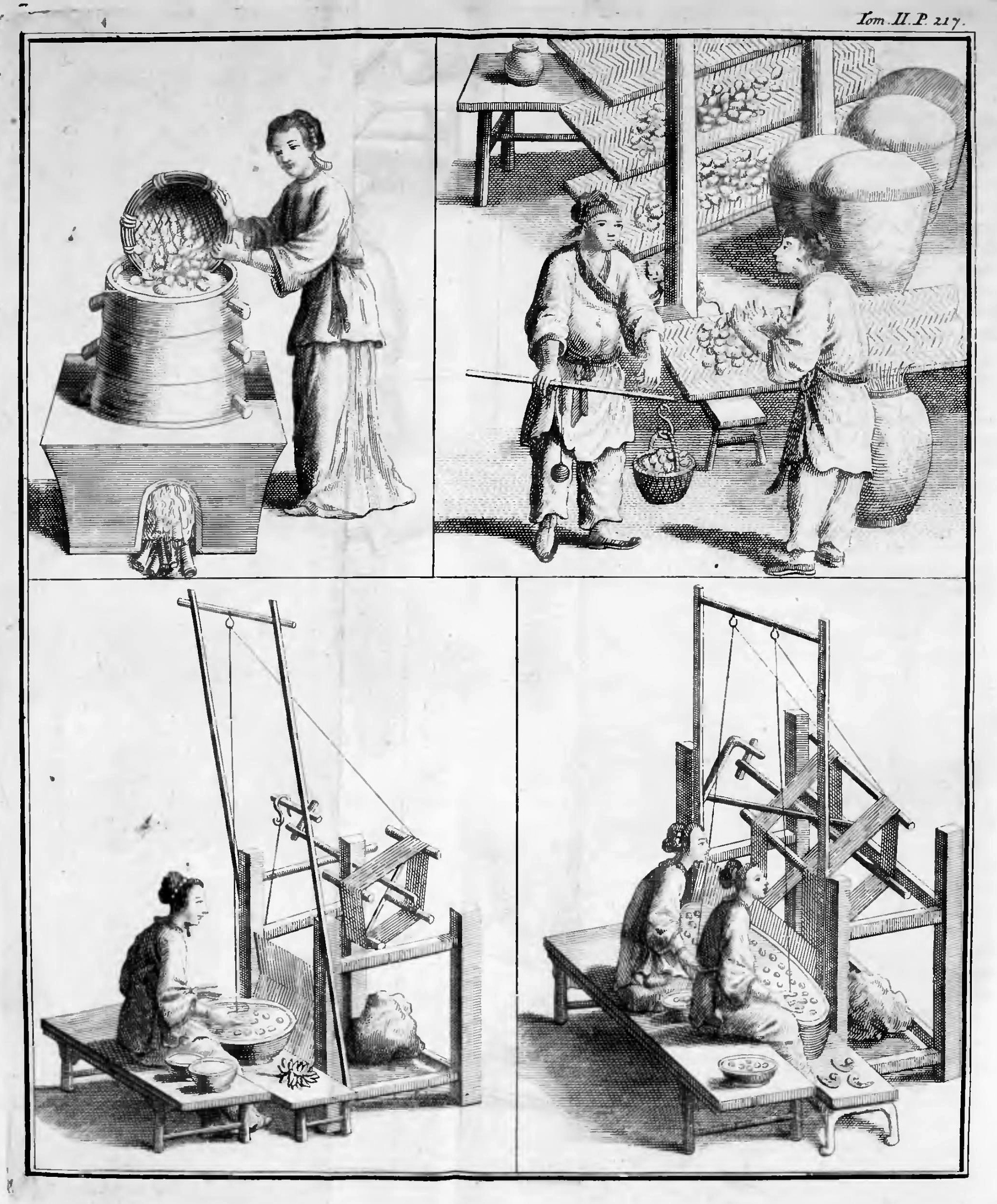
Operai nell'industria della porcellana e della seta - ill. d'inizio XVIII secolo.

Gli artigiani e i tecnici specializzati – il cui sinogramma è 工T, GōngP, lett. "Lavoro" – erano rispettati come i nóng per il loro ruolo di produttori di beni essenziali per la società. Sebbene non potessero fornire allo Stato molte entrate poiché spesso privi di terre proprie da tassare, erano teoricamente rispettati più dei mercanti. Sin dai tempi antichi, il lavoro esperto degli artigiani era tramandato oralmente di padre in figlio, sebbene il lavoro di architetti e capimastri fosse talvolta codificato, illustrato e classificato nelle opere scritte cinesi.
Artigiani e tecnici potevano essere impiegati statali o lavoratori privati. Un artigiano di successo, altamente qualificato, poteva guadagnare abbastanza capitale da assumere apprendisti e maestranze che poi avrebbe supervisionato, creando una propria piccola impresa. Come i mercanti, anche in Cina gli artigiani formarono corporazioni.
I ricercatori hanno sottolineato l’aumento del lavoro subordinato nei settori tessile, cartari ed altri al tempo della transizione tra Ming e Qing, declinatosi nella produzione su larga scala tramite molti piccoli laboratori, ciascuno con una piccola squadra di lavoratori sotto un maestro artigiano.
Sebbene architetti e capimastri non fossero venerati quanto i funzionari-studiosi, c'erano alcuni ingegneri architettonici che ottennero ampi consensi per i loro risultati. Un esempio di ciò potrebbe essere lo 營造法式T, 营造法式S, YíngzàofǎshìP, lett. "Trattato sui metodi architettonici o Norme edilizie statali" (1103), un manuale di costruzione architettonica scritto da Li Jie (1065–1110), sponsorizzato dall'imperatore Hui Zong (r. 1100–1126) per essere impiegato nelle agenzie governative e ampiamente stampato per il beneficio di artigiani e tecnici alfabetizzati in tutto l'Impero.
Alla fine della dinastia Ming, la diffusa creazione di forni per la porcellana avevano reso la Cina economicamente benestante. Gli imperatori Qing (1636–1912) come Kangxi (r. 1661–1722) aiutarono la crescita dell'esportazione di porcellana e consentirono un'organizzazione del commercio marittimo privato che assisteva le famiglie che possedevano fornaci private. La porcellana cinese da esportazione, progettata esclusivamente per il mercato europeo e impopolare tra i cinesi poiché priva del significato simbolico tipico delle merci prodotte per il mercato interno, era un bene commerciale molto popolare.
In Cina, l’allevamento del baco da seta era originariamente riservato alle donne e molte erano impiegate nell'industria serica. Anche se la conoscenza della bachicoltura si diffuse nel resto del mondo, i Song mantennero il quasi monopolio sulla produzione serica mondiale tramite industrializzazione su larga scala: telaio a due operatori, coltivazione commercializzata del gelso e produzione in fabbrica. L'organizzazione della tessitura della seta nelle città cinesi del XVIII secolo fu paragonata al sistema di tessitura industriale europeo del XIII-XVIII secolo. Con la crescita del commercio interregionale della seta, le case mercantili iniziarono a organizzare la produzione per garantire le loro forniture, fornendo la seta alle famiglie per la tessitura a cottimo.

### Shāng(商)

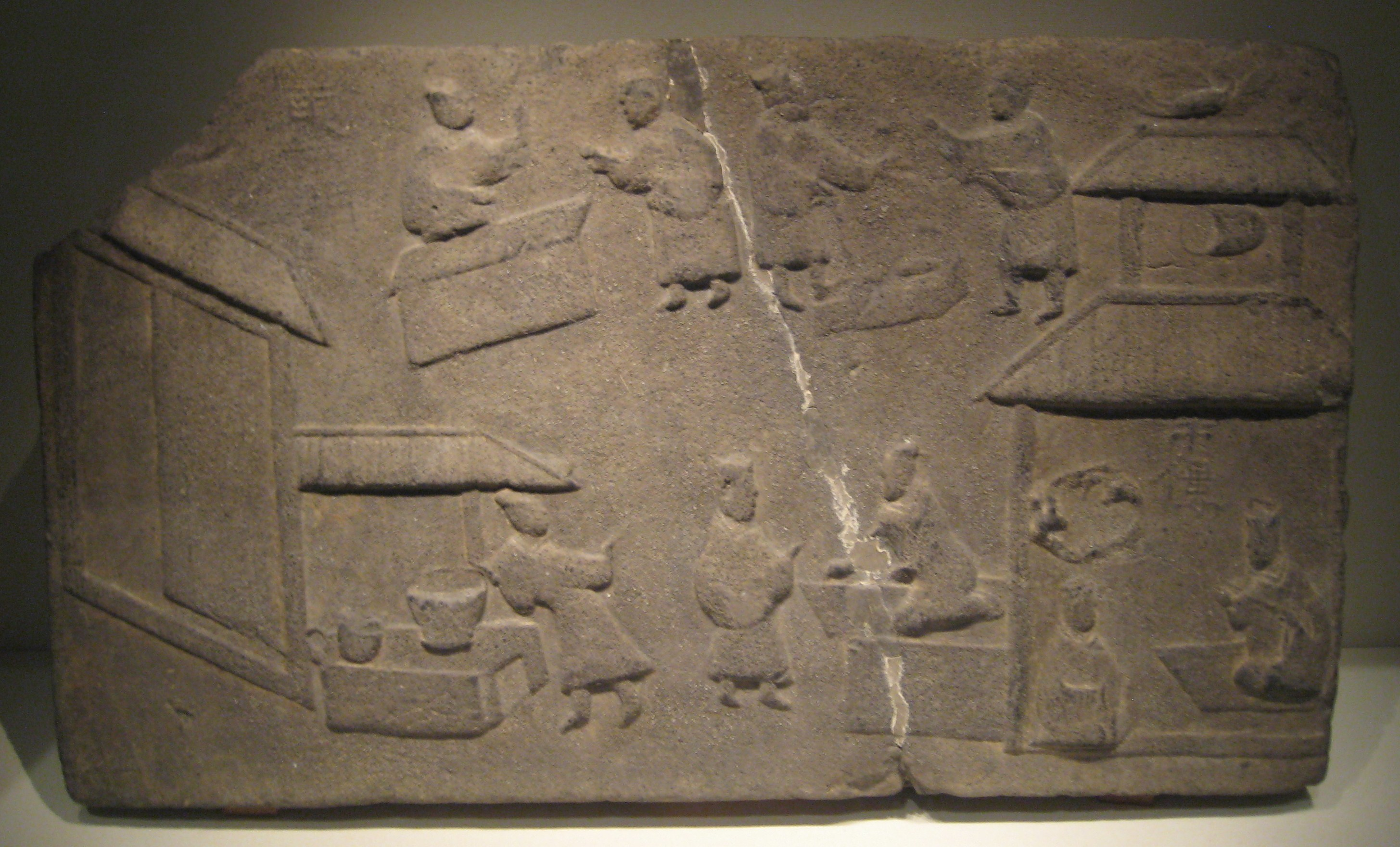
Raffigurazione di un mercato, dinastia Han

Nella Cina pre-imperiale, i mercanti erano necessari per la circolazione dei beni essenziali tra i vari regni e principati in guerra tra loro e pertanto rispettati. Si diceva addirittura che il leggendario imperatore Shun, prima di ricevere il trono dal suo predecessore, fosse un mercante. I reperti archeologici e gli ossi oracolari suggeriscono che ai mercanti fosse accordato uno status elevato. Nel periodo delle primavere e degli autunni, l'egemone della Cina, il duca Huan di Qi, nominò Primo Ministro Guan Zhong, un commerciante, che tagliò le tasse sulle importazioni, costruì punti di sosta ed incoraggiò altri principi a fare lo stesso.
Nella Cina imperiale, mercanti, commercianti e ambulanti di merci erano visti dalla élite accademica come membri essenziali della società ma erano considerati l’ultima delle Quattro Occupazioni a causa dell'opinione che rappresentassero una minaccia all’armonia sociale per i loro redditi sproporzionatamente elevati, la manipolazione del mercato e/o lo sfruttamento degli agricoltori.

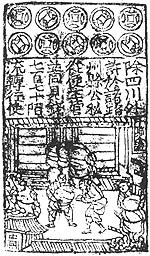
Le prime banconote nacquero in Cina come ricevute commerciali nel VII secolo, diventando valuta emessa dal governo nell'XI secolo.

Tuttavia, la classe mercantile, nel corso della storia cinese, fu sempre generalmente ricca ed influente a discapito della bassa posizione sociale. Il sopracitato filosofo confuciano Xun Kuang incoraggiò la cooperazione e lo scambio economico. La distinzione tra nobiltà e mercanti, in Cina, non fu chiara o radicata come in Giappone o in Europa e i mercanti venivano accolti dalla nobiltà se s'attenevano ai doveri morali confuciani. Gli shāng accettarono e promossero il confucianesimo finanziando l'istruzione e gli enti di beneficenza e sostenendo i valori confuciani di auto-coltivazione d'integrità, frugalità e duro lavoro. Nel tardo periodo imperiale, in alcune regioni era una tendenza per gli studiosi passare alla carriera di mercanti. La ricerca di William Rowe sulle élite rurali nell'Hanyang (Hubei) tardo imperiale ha mostrato che c'era un livello molto elevato di sovrapposizione e mescolanza tra nobiltà e mercanti.
Gli scrittori Han ci hanno lasciato memoria di shāng proprietari d'enormi appezzamenti terrieri: es. un mercante che possedeva proprietà per un valore di mille jin d'oro, equivalenti a dieci milioni di monete in contanti, era considerato un grande mercante. Una tale fortuna era cento volte più grande del reddito medio d'un proprietario terriero della classe contadina e faceva impallidire il reddito annuo di 200.000 monete d'un marchese che riscuoteva tasse da un migliaio di famiglie! Alcune famiglie shāng accumularono fortune per oltre cento milioni di contanti, l'equivalente della ricchezza acquisita dai più alti funzionari del governo imperiale. I mercanti itineranti che commerciavano tra una rete di paesi e città erano spesso ricchi poiché avevano la possibilità di evitare di registrarsi come mercanti (a differenza dei negozianti). Chao Cuo (morto nel 154 a.C.) afferma che gli shāng indossavano sete pregiate, guidavano carrozze trainate da cavalli grassi e che la ricchezza permetteva loro d'associarsi con i funzionari-letterati in posti chiavi del governo.

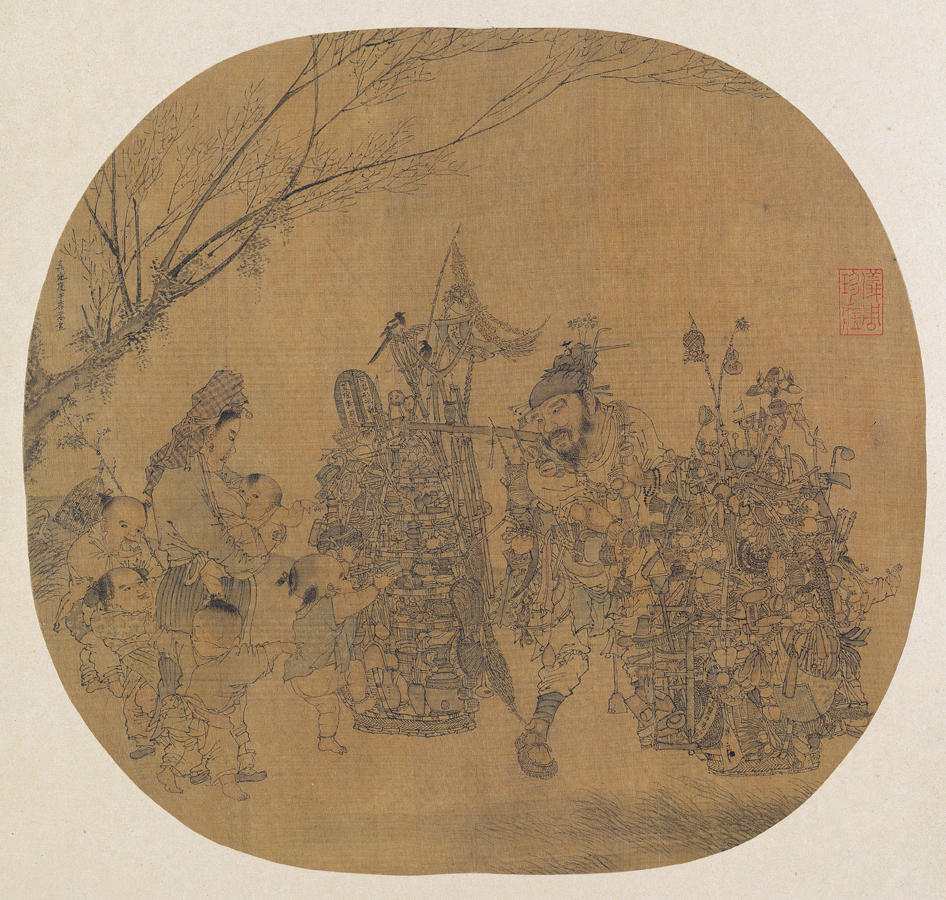
Una donna con bambini che circondano un venditore ambulante di merci in campagna - dipinto di Li Song (c. 1210).

Storici come Yu Yingshi e Billy So hanno dimostrato che, man mano la società cinese diveniva più mercantile (dai Song in avanti), il confucianesimo iniziò gradualmente ad accettare e persino a sostenere gli affari e il commercio come professioni legittime e praticabili, purché i mercanti si mantenessero lontani da azioni non etiche. Nel frattempo, gli shāng stessi avevano beneficiato dell'etica confuciana, riutilizzandola nelle loro pratiche. Nel periodo Song, i mercanti spesso cospiravano con l'élite accademica: già nel 955 i funzionari-letterati utilizzavano agenti intermediari per praticare il commercio. Quando il governo Song rilevò diverse industrie chiave ed impose rigidi monopoli statali, prese esso stesso ad agire come una grande impresa commerciale gestita da funzionari-letterati. Lo Stato dovette vedersela anche con le corporazioni mercantili: ogni volta che requisiva beni e imponeva tasse, s'abboccava con i capi delle corporazioni che assicuravano prezzi e salari equi tramite intermediari ufficiali.
Verso la fine della dinastia Ming, i funzionari spesso avevano bisogno di sollecitare fondi da potenti mercanti per costruire nuove strade, scuole, ponti, pagode o impegnarsi in industrie essenziali, come la produzione di libri, essenziali per l'istruzione delle future leve di funzionari-letterati. I mercanti, per parte loro, s'acculturarono sempre più, scimmiottando i funzionari, per ottenere l'approvazione dell'élite accademica, al punto che si diffusero linee guida stampate di condotta e comportamento che promuovevano la moralità mercantile e l'etica degli affari. Lo status dei mercanti riguadagnò così tanto prestigio che, nel tardo periodo Ming, molti funzionari-letterati dichiararono sfacciatamente nelle loro storie familiari ufficiali di avere congiunti mercanti. La dipendenza dei funzionari-letterati dai mercanti ricevette uno status semi-legale quando il funzionario-letterato Qiu Jun (1420-1495) sostenne che lo stato doveva solo mitigare gli affari di mercato durante i periodi di crisi e che i commercianti erano il miglior indicatore per determinare la forza della ricchezza di risorse d'una nazione. La corte Ming seguì l'indicazione, concedendo ai mercanti licenze per commerciare sale in cambio di spedizioni di grano alle guarnigioni di frontiera nel nord, avendo capito che gli shāng potevano acquistare licenze per il sale con l'argento ed aumentare le entrate statali al punto che l'acquisto di grano non era un problema.
I mercanti si riunivano in organizzazioni corporative simili alle gilde europee note come HuiguanP (da 會T, HuìP, lett. "Unione"), già ben diffuse in epoca Song, con sedi di gilda (zh. 公所T, Gōng SuǒP) dedicate a ben specifiche attività di servizio (falegnameria, tessitura, banche e ospedali) anzitutto per gli aderenti e, in epoca Qing, per la comunità in generale. La condivisione del capitale era popolare in quanto distribuiva il rischio e allentava le barriere per l'accesso ai mercati. I partenariati erano noti come: huoji zhi (investitore silenzioso e partner attivo), lianhao zhi (società sussidiarie), jingli fuzhe zhi (società con amministratore delegato), xuetu zhi (apprendistato) e hegu zhi (società per azioni). Come anticipato, gli shāng, sin dai tempi della dinastia Han, avevano la tendenza a rinvestire i loro profitti nell'acquisto di grandi proprietà terriere. L'imperatore Qianlong di Qing (r. 1711–1799) riunì in un'unica gilda statale, la Cohong (zh. 公行T, 公行S, Gōng hángP, lett. "Commercio pubblico"), tutti gli intermediari commerciali (zh. 行T, HángP) autorizzati al commercio con l'estero secondo il c.d. "Sistema di Canton", facendo degli shāng gli unici interlocutori cinesi con il resto del mondo sino alla Prima guerra dell'oppio (1839).

## Le Quattro occupazioni al di fuori della Cina
Al di fuori della Cina, gli stessi valori permearono e prevalsero in altre società dell’Asia orientale ove la Cina esercitava notevole influenza (v.si la c.d. "area d'influenza culturale cinese"): anzitutto, la Corea ed il Giappone, in ragione della forte influenza esercitatavi dal pensiero confuciano, ed in seconda battuta nelle regioni del Sud-est asiatico ove i cinesi crearono comunità di mercanti e/o lavoratori specializzati tanto forti da divenire quasi delle enclave vere e proprie della madrepatria.

### Corea

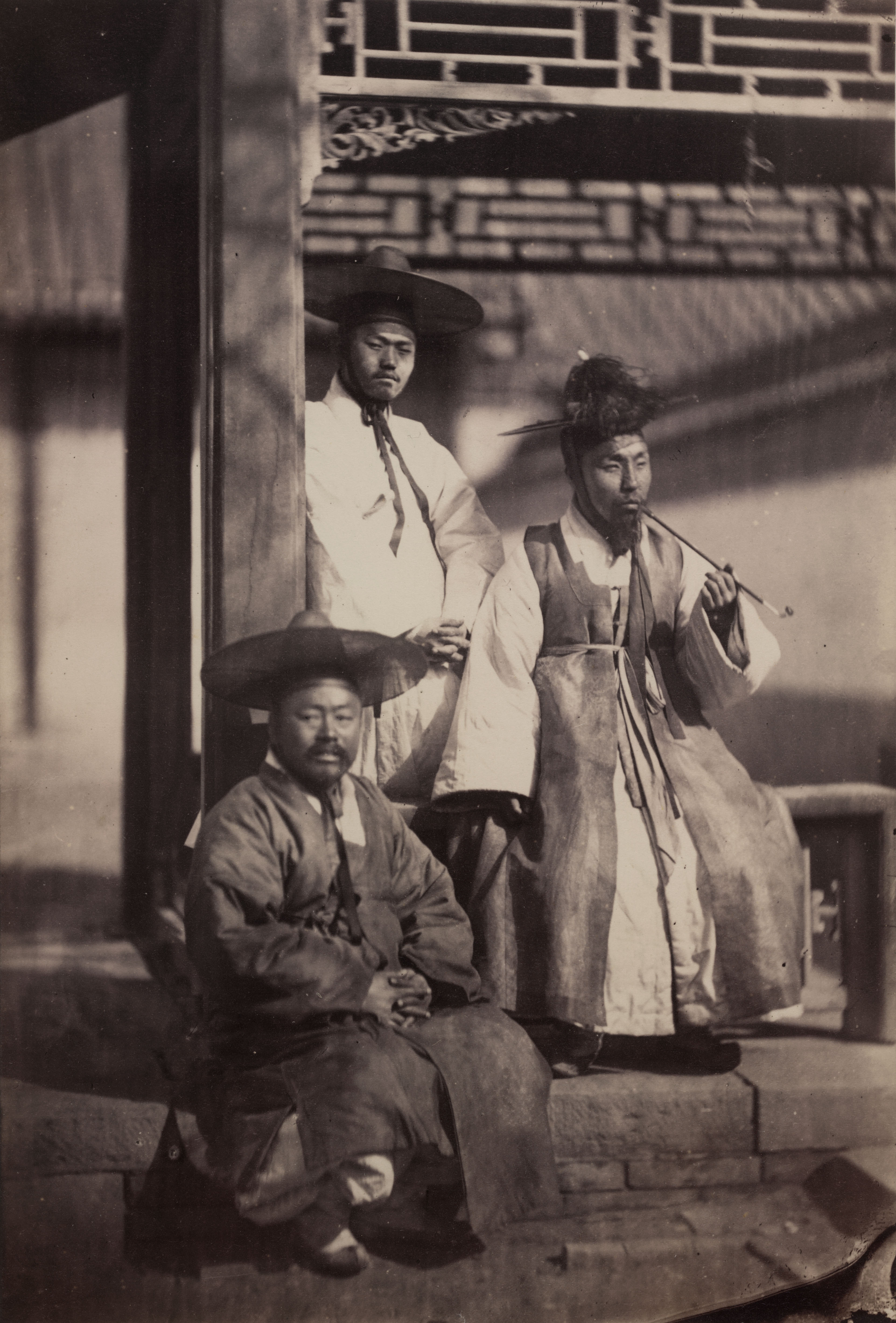
Yangban di Joseon - fotografia (1863).

Dal tempo dei Tre regni di Corea (57 a.C.–668 d.C.), esisteva nella penisola coreana una casta elitaria di giovani guerrieri, i hwarang (화랑?, 花郞?), molto simile agli shī cinesi del periodo pre-imperiale. Successivamente, la forte influenza culturale cinese nel Regno di Silla (57 a.C.–935 d.C.), oggetto di numerose occupazioni da parte degli Han ed uscito vincitore dalla contesa con gli altri due regni per il predominio sul paese, vi diffuse la figura dei funzionari-letterati, ivi conosciuti anche come Capo di grado 6, 5 e 4 (두품). I funzionari, in Corea, erano vincolati in un sistema a caste strettamente ereditarie, secondo il cosiddetto "Sistema del rango osseo" (골품제도?, golpumjedoLR), e il loro potere era gelosamente limitato, come per tutte le posizioni di rilievo, dal clan reale.
Dalla fine dell'VIII secolo, le guerre di successione e le frequenti rivolte contadine portarono allo smantellamento del golpumjedo di Silla. Molti leader di 6º grado soggiornarono in Cina per studiare, mentre il governo della corte si smembrò in principati regionali retti dagli hojok (castellani) al comando d'eserciti privati. Queste fazioni si unirono, introducendo una nuova ideologia nazionale che era una fusione di Buddismo Chan, Confucianesimo e Feng shui, gettando le basi per la formazione del nuovo Regno di Goryeo (918–1392). Re Gwangjong di Goryeo introdusse un sistema di esami per il servizio civile (과거?, GwageoLR) nel 958 e re Seongjong di Goryeo lo completò con la creazione di strutture educative e amministrative confuciane, accessibili per la prima volta nella storia coreana alle aree lontane dalla capitale. Tuttavia, solo gli aristocratici potevano sostenere questi esami, poiché i figli dei funzionari dal 5º grado a decrescere ne erano esentati.
Nel successivo Regno di Joseon (1392-1897), i funzionari-letterati divennero la classe nobiliare, comunque non ereditaria (anche se de facto ereditario a livello provinciale), degli yangban (양반?, 兩班?; lett. "Due uffici") che impedì alle classi inferiori di sostenere gli esami avanzati, dominando così la burocrazia del paese. Gli yangban, come i mandarini cinesi, godevano di taluni privilegi legali e fiscali come l'esenzione da determinate tasse. Al di sotto degli yangban c'erano i chungin, una classe di cittadini comuni privilegiati che erano piccoli burocrati, scribi e specialisti. I chungin erano in realtà la classe meno popolosa, addirittura più piccola degli yangban che costituivano invece il 10% della popolazione coreana. Dalla metà del periodo Joseon, ufficiali militari e civili provenivano da ben distinti clan basati a Seul e nella valle del fiume Han.
La forma coreana dello Shì nóng gōng shāng, chiamata 사농공상, Sa nong gong sang, fu dunque un po' più rigida della matrice cinese originaria.

### Giappone
Durante il tardo Periodo Kamakura (1185–1333), il Neoconfucianesimo iniziò a diffondersi in Giappone anche grazie alla missione nipponica del monaco buddista e dotto confuciano Yishan Yining nel 1299. Le tensioni politiche tra il Sol Levante e la Cina degli Yuan (v.si Invasioni mongole del Giappone) non favorirono però l'attecchimento d'un modello di vita cinese nella cultura giapponese e la corrente neo-confuciana restò sostanzialmente legata al locale buddhismo, in una sorta di scambio culturale tra il circuito buddista cinese e quello nipponico (v.si Sistema delle Cinque Montagne). Fu solo dopo il riallacciarsi di relazioni diplomatico-commerciali stabili con la Cina dei Ming, durante la fase matura del Periodo Muromachi (1336–1573), anche noto come Shogunato Ashikaga, che il neoconfucianesimo si diffuse massicciamente nella classe dominante nipponico, i Daimyō, grazie a monaci buddisti giapponesi formatisi in Cina come Keian Genju (1427–1508).

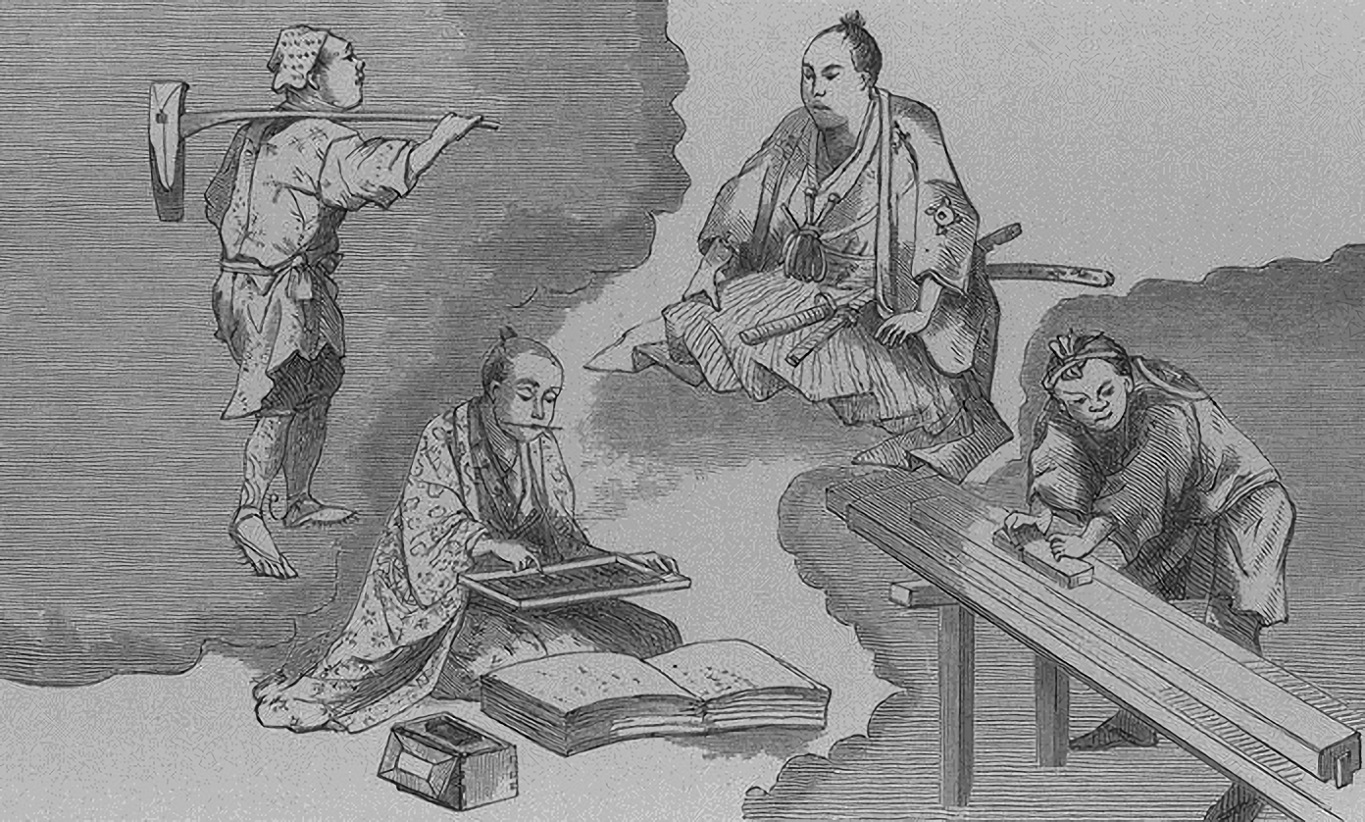
Le quattro classi della società giapponese del periodo Edo - ill. di Ōzawa Nankoku (1883).

Fu però solo durante il Periodo Edo (1603–1868), regnante lo Shogunato Tokugawa, massiccio propugnatore del neoconfucianesimo (v.si Neoconfucianesimo del periodo Edo), che lo Shì nóng gōng shāng si diffuse massicciamente in Giappone, mutuato in rigido sistema ereditario a quattro caste, in cui il matrimonio extra-casta era socialmente inaccettabile. Nel Sol Levante, il ruolo di funzionario-letterato fu assunto dalla classe ereditaria dei samurai (士?, shi), originariamente una classe marziale passata all'amministrazione civile per conto dei daimyō com'era occorso secoli prima agli shī degli Stati Combattenti. In Giappone non si ricorse però ad esami imperiali poiché le posizioni, come accennato, erano ereditarie. I samurai costituivano circa il 7-8% della popolazione e potevano avere un cognome proprio.
Questa stratificazione della società voluta dal bakufu e che prese il nome di Shi nō kō shō (士農工商?, shinōkōshō) mirava a sanare la crisi socio-politica deflagrata durante il precedente Periodo Sengoku (1467–1603), quando il Giappone s'era involuto in un insieme di regni in guerra tra loro com'era occorso alla Cina post-Zhou degli Stati Combattenti. Venuta meno l'autorità dell'imperatore e dello Shogun Ashikaga, a partire dal XVI secolo i daimyo iniziarono a centralizzare l'amministrazione sostituendo l'infeudazione con sovvenzioni di stipendi ed esercitando pressioni sui vassalli affinché si trasferissero nelle città-castello per limitare le basi di potere indipendenti. I comandanti samurai furono ruotati per evitare la formazione di forti lealtà personali da parte delle truppe (samurai ed ashigaru). Artigiani (jp. 工?, kō) e mercanti (jp. 商?, shō) erano richiesti e talvolta ricevevano incarichi ufficiali. Il Cinquecento fu pertanto un periodo di eccezionale mobilità sociale in Giappone, con casi di samurai fattisi mercanti e cittadini comuni, spesso contadini (jp. 農?, nō), che diventarono samurai: es. niente meno che Toyotomi Hideyoshi, il secondo dei tre "Grandi Unificatori" del paese.
Per tramite dello Shi nō kō shō, lo Shogunato Tokugawa costrinse gli individui di ciascuna classe a seguire precise norme di comportamento adeguate alla loro posizione sociale che ne regolavano i diritti sul possesso dei terreni, gli obblighi fiscali, la risposta ai reati e l'autorità politica, oltre che disciplinare in modo minuzioso la loro alimentazione e il loro abbigliamento: es. solo ai samurai era permesso portare la spada lunga ed il daisho (portare due spade, una lunga e una corta) divenne così segno di riconoscimento della classe e simbolo della sua posizione sociale dominante. Ne risultava così una società fortemente differenziata, sia nello stile di vita sia nella disposizione nel territorio, con i samurai, gli artigiani e i mercanti concentrati nei centri urbani e i contadini nei villaggi rurali. La mobilità tra le classi era scoraggiata dall'idea che tale sistema fosse regolato da una legge naturale, secondo cui ogni individuo risultava vincolato per l'intera esistenza alla condizione sociale ereditata alla nascita.
Nel XVIII secolo, samurai e mercanti erano comunque diventati strettamente intrecciati, nonostante la generale ostilità dei samurai nei confronti dei mercanti che, come loro creditori, erano accusati delle difficoltà finanziarie della classe, sempre piena di debiti. Il ruolo tradizionale del samurai venne progressivamente ridimensionato dal lungo periodo di pace e stabilità e, alla fine del Periodo Edo, i samurai e le loro famiglie costituivano solo il 5% della popolazione nipponica contro il 7-8% originario.

### Insulindia
La Cina antica e medievale fu uno dei motori più potenti per lo sviluppo del commercio internazionale, generando una domanda di beni di lusso che nemmeno la Roma Imperiale seppe eguagliare. Le conquiste territoriali dei Qin favorirono l'apertura della Via della seta tramite cui un certo numero di spezie fu introdotto nell'Impero celeste dall'Asia meridionale e dall'Occidente. La "Cultura dell'incenso" si sviluppò sotto gli Han con l'espansione di Taoismo e Buddhismo. Dopo la Ribellione di An Lushan a metà del VIII secolo, il commercio via terra con le c.d. "Regioni Occidentali" fu interrotto ed i Tang svilupparono pertanto le rotte marittime, supportando la costruzione di grandi imbarcazioni adatte alla navigazione d'altura. Le navi cinesi iniziarono a frequentare le coste del Malabar (India) e di Ceylon in cerca di spezie e altre mercanzie. La Cina dei Song fu segnata dall'espansione di quella che è stata chiamata la "Via della seta marittima", erede delle antiche rotte commerciali create secoli prima dagli austronesiani. La Cina vi esportava oro, argento, rame, seta e porcellane, e nella direzione opposta riceveva avorio, giada, corno di rinoceronte e soprattutto spezie per un ammontare di diverse decine di migliaia di libbre l'anno, cioè quasi un quarto del volume totale delle merci. Il commercio di spezie ed erbe aromatiche era un monopolio statale e le tasse riscosse costituivano la principale risorsa finanziaria dell'Impero. Nel 971, a Canton, fu creata una sovrintendenza agli affari marittimi (Shibo si) e quest'antico porto dominò per un secolo il commercio estero. Fu gradualmente eclissato da Zayton (attuale Quanzhou) che fu dotato di un ufficio simile nel 1087. Nel 1225, mezzo secolo prima della visita di Marco Polo, Quanzhou ospitava le postazioni commerciali di 58 stati. Un gran numero di mercanti arabi e persiani vi si stabilì tra XIII e XIV secolo, costruendovi palazzi, negozi e templi.
Contestualmente all'affermarsi di questa tradizione commercial-marinaresca in Cina, ben focalizzata su specifiche province e/o grandi città (fond. Fujian, Jiangxi, Zhejiang e Huguang; Nanchino e Suzhou), si acuì sin dall'epoca Tang il fenomeno della diaspora cinese verso i lontani paesi di provenienza delle merci che il Celeste Impero fagocitava, con conseguente istituzione di comunità oriunde, a volte vere e proprie enclave, Oltremare. Il fenomeno riguardò, in epoca pre-industriale, soprattutto i regni dell'Insulindia e dell'Indocina, in minor misura il Subcontinente indiano. Quando, nel XV secolo, l'imperatore Yongle di Ming (r. 1402–1424) varò sette colossali spedizioni marittime (v.si armata del tesoro dei Ming, 1405–1420) destinate proprio a quei porti, la presenza di oriundi cinesi nel Sud-est asiatico era ormai vecchia di secoli.
Fondata all'inizio del Quattrocento in prossimità dell'omonimo stretto dal principe malese Parameswara (esiliato dal Palembang), la città portuale di Malacca (nell'odierna Malaysia), capitale del Sultanato di Malacca, fu lo snodo nevralgico dei commerci tra la Cina dei Ming e i vari potentati dell'India. Padrona d'un territorio che s'estendeva su quasi tutta la penisola malese, le isole Riau e una porzione significativa della costa settentrionale di Sumatra (odierna Indonesia), Malacca ospitava molte comunità di mercanti stranieri (Indiani, Cinesi, Arabi, Persiani, Birmani, Bengalesi, ecc.) delle quali i Cinesi erano una delle quattro più influenti. Oltre che a Malacca, la presenza nell'Arcipelago malese di shāng cinesi fu forte anche nel Sultanato di Banten, fondato nel 1527 sulla costa occidentale di Giava, e, a partire dalla seconda metà del Settecento, nel Sultanato di Johor, fondato nel 1521 in Malesia dai regnanti transfughi della Malacca ormai occupata dai portoghesi. Nella porzione continentale del Sud-est asiatico, la presenza cinese fu molto forte nel Regno di Rattanakosin (1782–1932) che, per primo, unificò la Thailandia. 

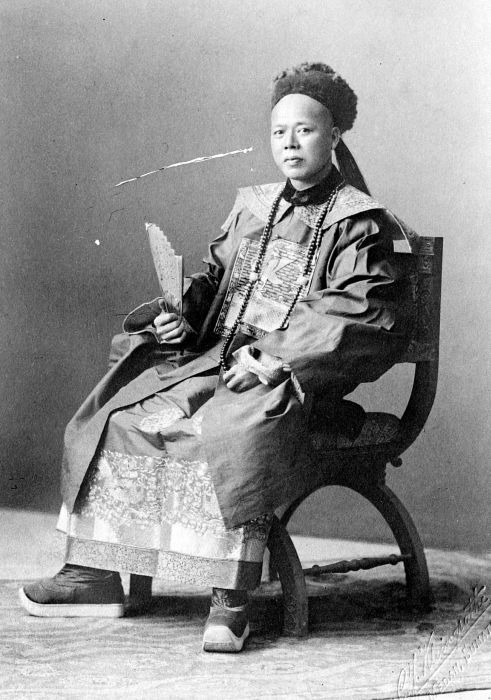
Tjong Ah Fie, un ufficiale cinese nelle Indie orientali olandesi - fotografia (1900-1921?).

Con il consolidamento della presenza coloniale europea, anzitutto nell'Insulindia e poi in Indocina, i cinesi delle comunità locali si reinventarono nella burocrazia civile nei possedimenti portoghesi prima ed olandesi/britannici poi, esercitando poteri esecutivi e giudiziari sui loro connazionali come tramiti dell'autorità europea: es. il Chao Praya Chodeuk Rajasrethi nella Thailandia dei Chakri e lo Sri Indra Perkasa Wijaya Bakti, la posizione alla corte malese di Yap Ah Loy, probabile il fondatore della moderna Kuala Lumpur. Molti di questi magnati cinesi, come Souw Beng Kong, primo Kapitein der Chinezen di Batavia (1580–1644); o i figli di Han Siong Kong (1673–1743), capostipite degli Han di Lasem, giocarono un ruolo fondamentale nella creazione del dominio della VOC in Indonesia nel XVII e XVIII secolo. Alcune di queste dinastie appartenevano al novero dei funzionari-letterati della madrepatria ma molte erano famiglie shāng, raccolte sotto la comune definizione di Baba Bangsawan (lett. "Nobiltà cinese"), poi Cabang Atas (lett. "Ramo più alto"), che grazie all'appoggio degli europei divennero enormemente prospere.
Gli shāng oriundi delle Indie orientali olandesi (poi della Malesia britannica, 1826–1946) contribuirono generosamente alla fornitura di supporto militare o logistico (es. in caso di calamità) alla madrepatria per ottenere da Pechino l'ingresso nel novero degli shī  tramite il riconoscimento di un titolo d'ufficio fittizio: es. chün-hsiu, cioè "candidato agli esami imperiali"; 知府S, zhīfŭP, chih-fuW o 道臺S, dàotáiP, tao-t'aiW, rispettivamente prefetto e intendente di circoscrizione; o 同知S, tóngzhīP, t'ungchihW, sotto-prefetto o anche meno, la più frequente di queste sinecure. Indossando poi gli abiti ufficiali del loro rango (le sopracitate shenyi) nella maggior parte delle funzioni cerimoniali, questi mercanti s'atteggiavano a funzionari-letterati e come tali erano citati nei giornali di lingua cinese, essendo la funzione sociale determinata dal titolo.
Nelle Indie orientali olandesi, Amsterdam nominò ufficiali cinesi ai ranghi di Majoor, Kapitein o Luitenant der Chinezen con giurisdizione legale e politica sui sudditi cinesi della colonia. La stragrande maggioranza di questi ufficiali fu reclutata dalle famiglie dei Cabang Atas o, comunque, dei magnati cinesi locali. Sebbene nominati senza esami di stato, questi ufficiali cinesi emularono gli shī  della Cina imperiale e furono tradizionalmente visti a livello locale sia come sostenitori dell'ordine sociale confuciano e dello stile di vita cinese tradizionale sia della coesistenza pacifica con gli europei/olandesi. Per gran parte della sua storia, la nomina ad ufficiale der Chinezen fu determinata dal rango e dalla ricchezza della famiglia d'appartenenza e solo a partire dal XX secolo furono fatti tentativi per elevare individui meritevoli ad alti ranghi in linea con la cosiddetta politica etica del governo coloniale.
Un discorso a parte vale invece per i partenariati mercantil-lavorativi che gli immigrati cinesi svilupparono in buona parte del Sud-est asiatico e che furono, di fatto, associazioni di coloni governate con democrazia diretta. Sul Kalimantan, la parte indonesiana del Borneo, e sull'isola di Bangka, i cinesi fondarono nel Settecento dei veri e propri stati sovrani, le c.d. "Repubbliche Kongsi" (es. la Repubblica di Lanfang, 1777–1884) che resistettero aspramente alla colonizzazione olandese durante le "Guerre Kongsi" (1822–1824, 1850–1854 e 1884–1885). I Kongsi (zh. 公司T, gōngsīP, Kung-ssuW) erano delle associazioni commerciali con capitali ed utili partecipati da migliaia di soci, nella maggior parte dei casi sviluppatesi a partire dal classico partenariato Huì, tra i cinesi di etnia Hakka emigrati in Borneo per lavorarvi come minatori. Negli Anni 1770, quando le miniere cominciarono ad esaurirsi, piccoli kongsi si fusero in enormi federazioni democratiche originando le repubbliche.

### Isole Ryukyu

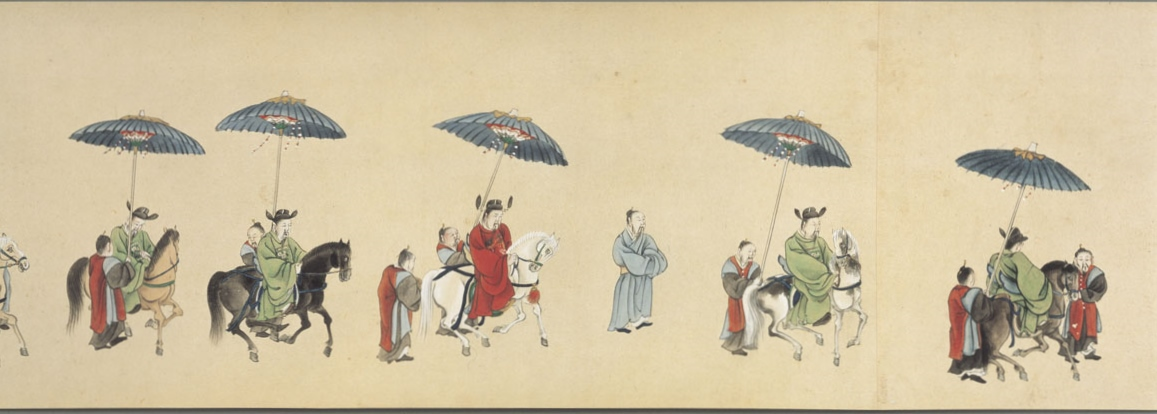
Inviati di Ryukyu a Edo.

Nel Regno delle Ryūkyū, la classe degli yukatchu (jp. ユカッチュ, 良人), di status però ereditario (e spesso acquistabile dal governo in perenne carenza di fondi) era molto simile ai funzionari-letterati cinesi. La diffusione della cultura confuciana nelle Ryūkyū si dovette alla presenza d'immigrati cinesi nel porto di Naha, presso capitale del regno insulare, Shuri, tanto forte sin dal XIV secolo da fare del loro quartiere, Kumemura, un fiorente centro di scambi culturali che veicolò nelle isole il neoconfucianesimo tanto quanto le arti marziali cinesi. La classe/casta degli yukatchu (anche samuree, jp. サムレー) fu però creata non prima del 1650, dopo l'Invasione di Ryūkyū che pose il regno insulare sotto il dominio del clan Shimazu del dominio di Satsuma, quando cioè le isole furono occupate dal Giappone e sulla loro società fu esteso dai Tokugawa lo Shi nō kō shō già felicemente sperimentato in patria.
All'aumento demografico degli yukatchu, non supportato da adeguato numero di posizioni governative, il primo ministro (seissei) e yukatchu Sai On, reggente per conto di re Shō Kei (r. 1713–1752), permise ai funzionari-letterati di diventare mercanti e artigiani pur mantenendo il precedente status più elevato. C'erano quattro classi di yukatchu: ueekata (親方), peekumi (親雲上), satunushi (里之子) e shii (子). I cittadini comuni potevano esservi ammessi per un servizio meritorio.
La capitale delle Ryūkyū, Shuri, disponeva, sotto i giapponesi, d'un sistema scolastico/universitario e di esami per il servizio civile mutuati dagli esami imperiali cinesi. Il governo era gestito dal Seissei (Primo Ministro), dal Sanshikan (Consiglio dei Ministri) e dai Bugyo (Dipartimenti Amministrativi). Gli yukatchu che non superavano gli esami o erano altrimenti ritenuti non idonei per un ufficio erano trasferiti in posti oscuri e i loro discendenti condannati all'insignificanza.
Studenti delle Ryukyu furono iscritti all'accademia nazionale cinese del Guozijian a spese del governo cinese, mentre altri studiarono privatamente, nelle scuole della provincia del Fujian, diritto, agricoltura, calcolo del calendario, medicina, astronomia e metallurgia.

### Vietnam

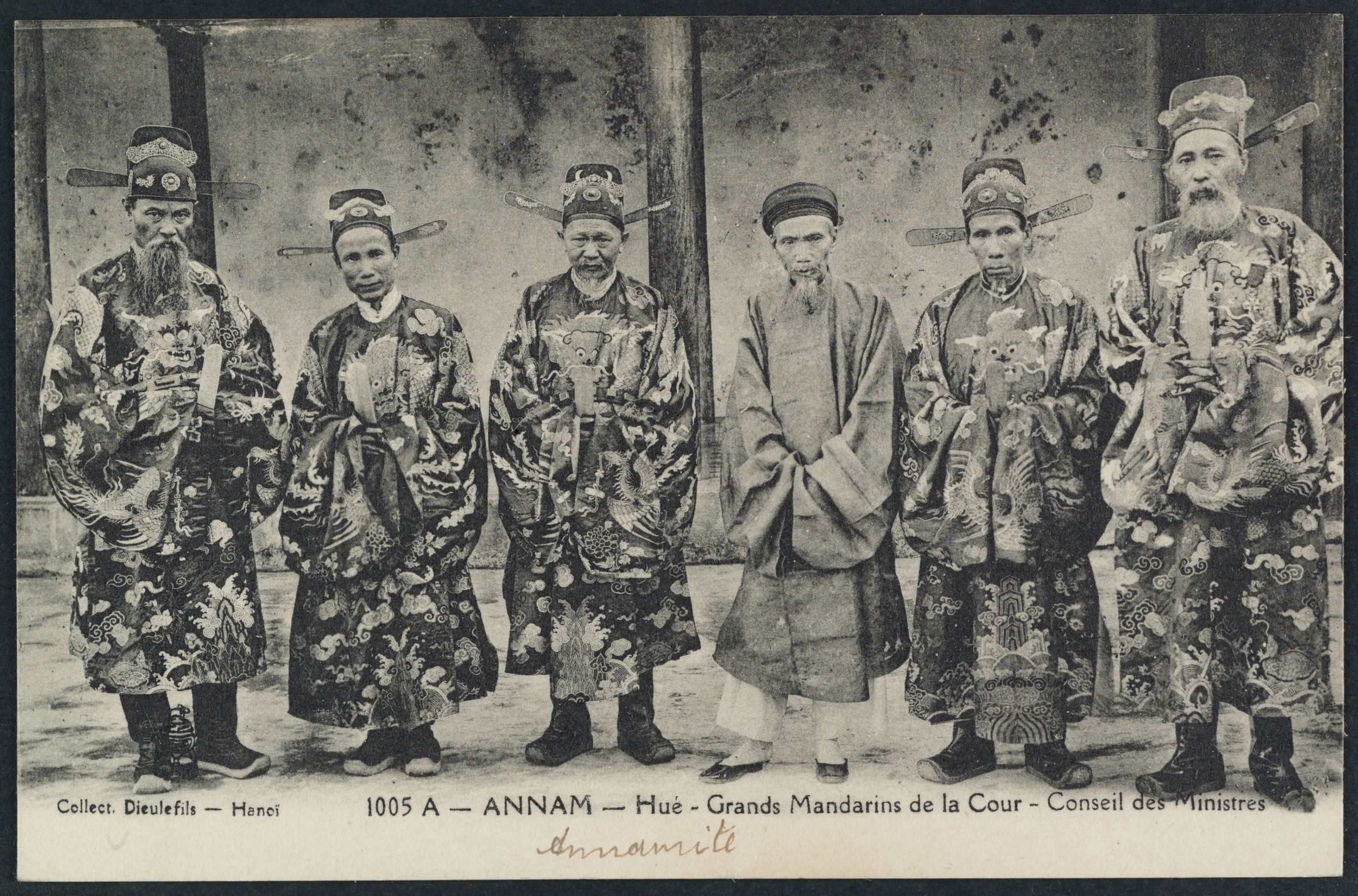
Mandarini vietnamiti nel gabinetto dell'imperatore Duy Tân - fotografia di Pierre Dieulefils (1885-1921?)

Le dinastie vietnamite mutarono dalla Cina, oltre ad un apposito alfabeto, il Chữ nho, il sistema degli esami imperiali, ribattezzati 科榜越南, Khoa bảng Việt Nam, per reclutare funzionari-letterati, a partire dall'anno 1075, regnante la dinastia Lý (1009–1225), grandemente favorevole al Confucianesimo e discendente da cinesi del Regno di Min (attuale Fujian), al termine cioè della "Terza dominazione cinese del Vietnam" (602–905). Lê Văn Thịnh fu il primo zhuàngyuán (vi. Trạng nguyên) degli esami.
I burocrati vietnamiti furono divisi in modo similare al sistema dei Nove ranghi ed il governo vietnamita impostato sul sistema cinese dei 三省 六部S, Sān Shěng Liù BùP, lett. "Tre dipartimenti e sei ministeri". Gli esami si svolgevano ogni anno a livello provinciale e ogni tre anni a livello regionale e nazionale. Contestualmente all'avvio degli esami, fu inaugurato ad Hanoi il Tempio della Letteratura, un tempio confuciano a sud della città imperiale di Thang Long che ospitava l'accademia imperiale vietnamita e nelle cui cinque corti interne si svolgevano gli esami.
L'élite politica vietnamita era composta da proprietari terrieri istruiti i cui interessi spesso si scontravano con quelli del governo centrale. Sebbene tutta la terra teoricamente fosse di proprietà del sovrano e dovesse essere distribuita equamente tramite il non trasferibile Sistema dei campi uguali (vi. chế độ Quân điền), parimenti mutuato dalla Cina, la burocrazia giudiziaria s'appropriò con sempre maggior frequenza della terra che poi consegnava a fittavoli e stipendiati.
In Vietnam era improbabile che individui di basso ceto sociale diventassero funzionari-letterati, poiché non avevano accesso all'istruzione classica ed i titolari di diploma erano spesso raggruppati in specifici clan. Il 士農工商, Sĩ nông công thương era quindi più rigido rispetto all'originario Shì nóng gōng shāng, seppur non al livello dello Shi nō kō shō diffusosi a partire dal Seicento in Giappone e nelle Ryūkyū.

## Le occupazioni non classificate

L'imperatore Taizong di Tang (r. 626–649).
l'imperatore rappresentava l'apice della società tradizionale cinese ed era al di sopra di chiunque.

C'erano molti gruppi sociali esclusi dallo Shì nóng gōng shāng: soldati e guardie, clero religioso e indovini, eunuchi e concubine, intrattenitori e cortigiani, domestici e schiavi, prostitute e lavoratori di bassa leva diversi da agricoltori e artigiani. Le persone che svolgevano compiti considerati inutili o "sporchi" venivano inserite nella categoria dei paria, le 賤人T, lett. "Persone meschine", non registrati come cittadini comuni e oggetto da alcune disabilità legali.

### Clan imperiale
L'Imperatore della Cina, 天子T, TiānzǐP, lett. "Figlio del Cielo" in quanto incarnazione del 天命T, 天命S, TiānmìngP, lett. "Mandato del cielo" garante della sua autorità giudiziaria ed esecutiva, era su un livello sociale/legale superiore tanto alla nobiltà quanto ai funzionari-letterati. Il principio del Mandato Celeste legava il diritto di governare al comportamento virtuoso: se un sovrano veniva rovesciato, ciò significava ch'era stato indegno ed aveva perso il mandato; spesso le rivolte conseguenti ai grandi disastri naturali erano motivate dalla convinzione che si trattasse di segni che il Mandato del Cielo era stato ritirato all'imperatore in carica. Il Mandato del Cielo non richiedeva una nascita nobile, dipendendo invece da prestazioni giuste e capaci e prova ne è il fatto che importanti dinastie come gli Han e Ming furono fondate da uomini di origini comuni.
La famiglia imperiale, anche allargata, era molto rispettata ma non allo stesso livello d'autorità dell'Imperatore.
Durante le fasi iniziale e finale degli Han, dei Jìn occidentali e delle dinastie del Nord e del Sud, i membri del clan imperiale furono infeudati da stati vassalli, controllando il potere militare e politico: spesso usurparono il trono, intervennero nella successione imperiale e/o innescarono guerre civili. Dall'VIII secolo in poi, il clan imperiale Tang fu forzatamente collocato nella capitale e gli furono negati feudi. Dalla dinastia Song, al clan imperiale fu negato qualsiasi potere politico: addirittura, sotto i Song meridionali, i principi imperiali furono assimilati ai funzionari-letterati e dovettero sostenere gli esami imperiali per prestare servizio nel governo! La dinastia Yuan (1279–1368) fondata in Cina dai discendenti di Gengis Khan favorì invece la tradizione mongola di distribuzione d'appannaggi, anche grandi khanati di respiro geo-politico imperiale, e, sotto quest'influenza, la successiva dinastia Ming riprese la pratica di concedere "regni" titolari entro i confini dell'Impero ai membri del clan imperiale, sebbene fosse loro negato il controllo politico; solo verso la fine dei Ming ad alcuni congiunti dell'Imperatore fu permesso prender parte agli esami per qualificarsi al servizio governativo come comuni funzionari-letterati.
Un altro elemento sociale tipico della cultura turco-mongola e fortemente eteroclito rispetto allo Shì nóng gōng shāng introdotto dagli Yuan in Cina fu il Kheshig, la guardia reale deputata alla difesa dell'incolumità del Khagan dell'Impero mongolo prima e del Gran Khan di Yuan dopo. Come verrà approfondito più avanti, i militari di professione, ivi comprese le guardie imperiali/palatine, non godettero di grande prestigio sociale nella Cina imperiale, al netto dell'ovvio potere che un capace leader militare poteva comunque ammassare all'ombra di un imperatore o di una Corte inetta. La posizione dei membri del Kheshig nella Cina degli Yuan fu invece fortemente diversa: il primo imperatore Yuan, Kublai Khan (r. 1271–1294), nipote di Gengis Khan, riformò infatti su modello del Kheshig la tradizionale guardia imperiale cinese (zh. Suwei), facendone ad un tempo un impressionante esercito privato di 100.000 effettivi (comprendente Mongoli, Turchi, Alani, Cinesi di etnia Han, ecc.) molti dei quali erano però parte d'una struttura amministrativa più che militare, secondo uno schema che sarebbe stato ripreso nel Kapıkulu dei sultani ottomani.

### Eunuchi

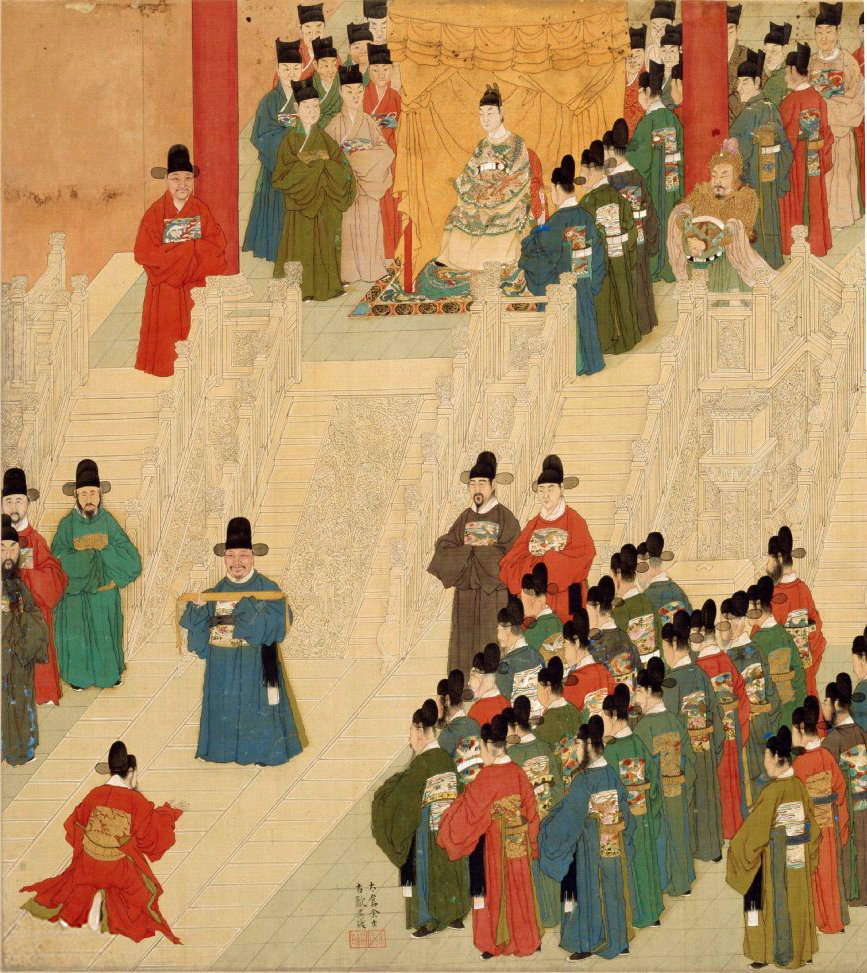
La carriera ufficiale di Xu Xianqing - dipinto di Yu Ren e Wu Yue (1550).
Il personale di corte radunato intorno all'imperatore è composto da mandarini ed eunuchi.

Nella storia della Cina, gli eunuchi (zh. 宦官S, huànguānP) figurarono a partire dall'anno 146, al tempo dell'imperatore Huan di Han, ed erano ancora comuni come dipendenti pubblici al tempo della dinastia Qing (1644–1912), quasi duemila anni dopo. Gli eunuchi erano impiegati come funzionari pubblici d'alto rango perché non potevano avere figli, quindi non erano teoricamente tentati di prendere il potere e iniziare una dinastia. Molti, nel Palazzo, consideravano gli eunuchi più affidabili dei funzionari-letterati e, come assegnazione simbolica dell'autorità divina nel sistema del palazzo, una costellazione di stelle fu designata come dell'imperatore; a ovest della costellazione, quattro stelle erano conosciute come i suoi "eunuchi".
Anche gli eunuchi di corte, al servizio del clan imperiale, erano pertanto guardati con sospetto dai funzionari-letterati, non solo per i casi, alcuni eclatanti, di corruzione e malversazione, con eunuchi influenti che arrivarono a dominare il Figlio del Cielo, la sua corte e l'intero governo. Il sinologo Ray Huang sostiene che gli eunuchi rappresentavano la volontà personale dell'Imperatore, mentre i funzionari rappresentavano la volontà politica alternativa della burocrazia e lo scontro, inevitabile, tra queste due fazioni era pertanto uno scontro d'ideologie e programmi politici.
Nella Cina Ming, gli eunuchi erano una pietra angolare delle operazioni quotidiane della Città Proibita, anzitutto per mantenere l'agiatezza privata dell'Imperatore, operando come suoi camerieri ma anche segretari. Le loro responsabilità comprendevano quasi ogni aspetto della routine palatina: approvvigionamento di rame, stagno, legno e ferro; riparazione/costruzione di giardini, castelli/palazzi e mausolei imperiali nelle principali città (Pechino e Nanchino); preparazione dei pasti per molte persone; cura degli animali domestici e selvatici dentro e intorno al palazzo. Lavoravano a stretto contatto con altri professionisti del palazzo, frequentando lavoratori di basso rango e stringendo spesso sodalizi con le donne di palazzo. L'imperatore Yongle s'affidò agli eunuchi per supportare il proprio potere e fondò nel 1420 il c.d. "Deposito orientale", un'agenzia di polizia segreta e di spionaggio gestita da eunuchi, supportati dalla polizia segreta militare Ming, la c.d. "Guardia dall'uniforme ricamata" (錦衣衞T, 锦衣卫S, JǐnyīwèiP, lett. "Guardia vestita di broccato"), che restò attiva sino alla fine della dinastia nel 1644.
Un eunuco scaltro e sufficientemente capace, avrebbe chiaramente potuto ammassare un enorme potere. Esempio estremo della malversazione d'un eunuco fu Wei Zhongxian (1568-1627) che fece impunemente torturare e uccidere i suoi critici della "Società Donglin" confuciana ortodossa mentre dominava la corte dell'imperatore Tianqi di Ming (r. 1620–1627). Wei fu licenziato dal successivo imperatore Chongzhen (r. 1627–1644) e si suicidò.
Nei testi di cultura popolare cinese come il Libro delle truffe di Zhang Yingyu (1617 circa), gli eunuchi venivano spesso descritti in termini nettamente negativi mentre s'arricchivano lucrando sulla tassazione eccessiva, indulgevano nel cannibalismo e in pratiche sessuali dissolute. In generale, il tema del dissidio/scontro tra l'eunuco ed il funzionario-letterato è un topos ricorrente nella cultura cinese. Gli eunuchi della Città Proibita durante il tardo periodo Qing erano famigerati per la loro corruzione, rubando quanto potevano. La posizione di eunuco nella Città Proibita offriva tali opportunità di furto e corruzione che innumerevoli uomini divennero volontariamente eunuchi, sottoponendosi cioè ad auto-castrazione, per godere d'una vita agiata.

### Intrattenitori

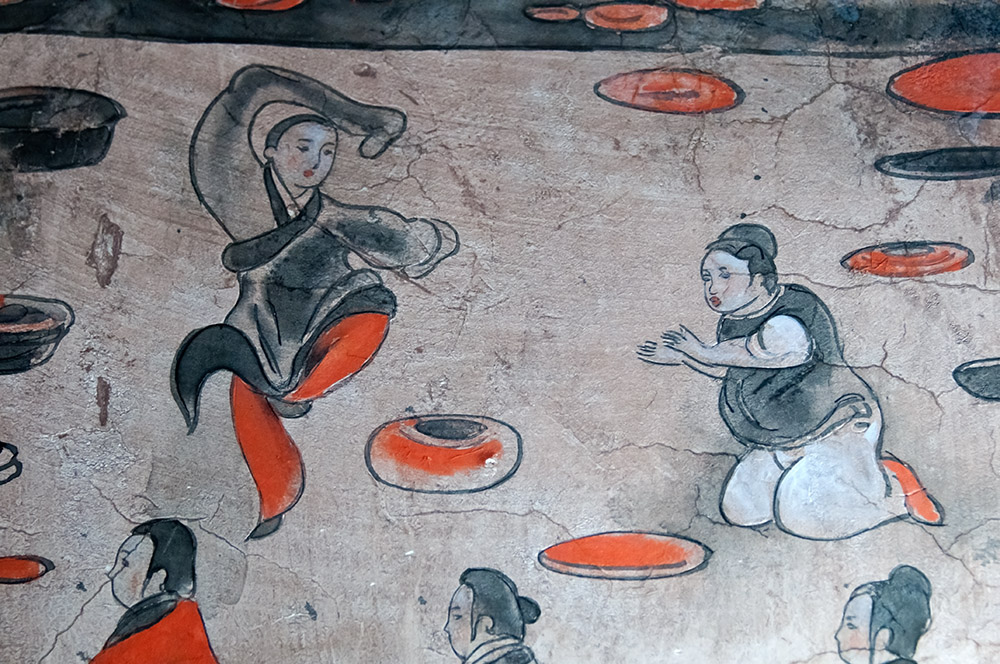
Raffigurazione di una ballerina - PARTICOLARE dall'affresco della "Tomba di Dahuting" a Zhengzhou (Henan) d'epoca Han orientale.

L'intrattenimento era considerato di scarsa utilità per la società e veniva solitamente eseguito dal sotto-proletariato dei 賤民T, JiànmínP, lett. "Persone cattive". Molti intrattenitori e prostitute erano senza dubbio schiavi o comunque di origine servile.
Intrattenitori e cortigiani dipendevano spesso dai ricchi o erano associati ai luoghi di piacere spesso percepiti come immorali dei quartieri d'intrattenimento urbano. Era parimenti pratica comune il ricorso a compagnie teatrali private nelle case delle famiglie benestanti.
I musicisti professionisti erano di basso status sociale e dare loro un riconoscimento ufficiale avrebbe significato riconoscere loro più prestigio. La musica "erudita" era considerata fondamentale per la formazione del carattere ed il buon governo ma la musica vernacolare, "irregolare", era corruttrice degli ascoltatori! Nonostante ciò, la società cinese idolatrò molti musici, anche di sesso femminile (le musiciste erano considerate seducenti) come Cai Wenji (ca. 177) e Wang Zhaojun (40–30 a.C.). L'abilità musicale della donna era inoltre un aspetto fondamentale per l'individuazione della moglie ideale. Sotto i Ming, le musiciste erano tanto comuni da suonare persino durante i rituali imperiali.
Ballerini e ballerine professionisti erano anch'essi di basso status sociale, nonostante il ruolo sacrale ricoperto dalla danza (e dalla musica) in Cina sin dai tempi della dinastia Zhou che codificò il 雅樂T, 雅乐S, Yǎ YuèP, la musica/danza rituale di corte cinese. Molti ballerini entrarono nella professione causa la loro povertà, sebbene alcuni, come Zhao Feiyan, raggiunsero uno status più elevato divenendo concubine. Anche Wang Wengxu, madre dell'imperatore Xuan di Han, fu una donna costretta a farsi cantante-ballerina dalla miseria.
Nel corso della storia cinese, furono create istituzioni per supervisionare la formazione e le esibizioni di musica e danze nella corte imperiale, come il 樂府T, 乐府S, Yuè FǔP, lett. "Ufficio della musica", attivo sin dall'epoca Qin e fors'anche precedente, e l'Ufficio dei Tamburi e dei Flauti (鼓吹署) responsabile della musica cerimoniale. L'imperatore Gao Zu di Tang (r. 618–626) istituì l'Accademia reale, mentre Xuan Zong (r. 712–756) istituì l'Accademia del giardino delle pere per la formazione di musicisti, ballerini e attori, e mantenne a corte circa 30.000 tra musici e ballerini, la maggior parte specializzati nello yanyue. Tutti erano sotto l'amministrazione dell'Ufficio dei Tamburi e dei Flauti e di un'organizzazione ombrello chiamata Tempio Taichang (太常寺).
In ultimo, anche gli artisti professionisti avevano un basso status sociale.

### Militari

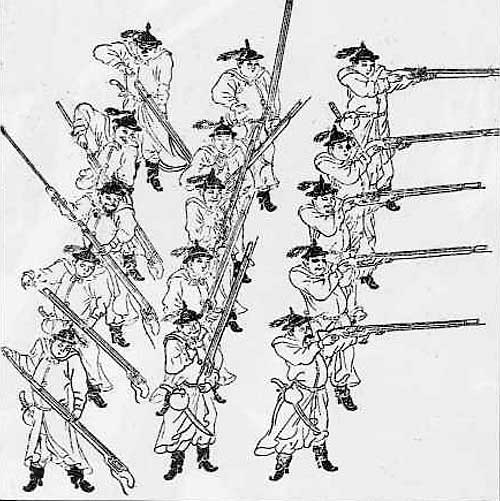
Moschettieri Ming in formazione - ill. in

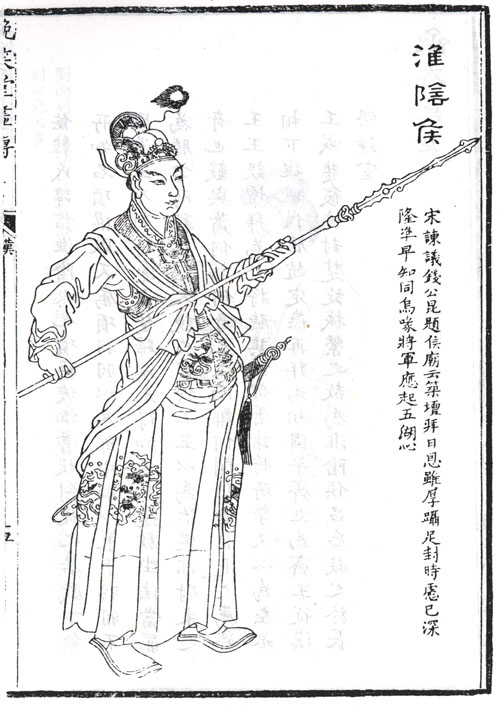
Han Xin passò dalla miseria al potere politico attraverso il successo militare - ill. in

La categoria sociale dei militari fu esclusa dallo Shì nóng gōng shāng quando gli Shī, essi stessi, a loro tempo, una élite guerriera, si votarono ad ideali di crescita intellettuale (zh. 文T, WénP) e disprezzo per la violenza (zh. 武T, WǔP). Ormai divenuti funzionari-letterati, gli shī rifiutarono di legittimare chi mantenne la propria occupazione violenta ed escluderli dalla gerarchia sociale fu il mezzo ideale per mantenerli in un livello sociale non riconosciuto e indistinto.
Come anticipato, i soldati, nella Cina imperiale, non furono pertanto membri molto rispettati della società retta dallo Shì nóng gōng shāng. Dalla dinastia Song in avanti, il fenomeno si acuì causa la politica dinastica nota come 重文輕武T, lett. "Enfatizzare il civile e declassare il militare". I soldati provenivano tradizionalmente da famiglie contadine, alcuni erano debitori in fuga dalle loro terre, fossero esse di proprietà o in affitto, e dalle cause legali dei creditori o dalla reclusione per non aver pagato le tasse. I contadini erano incoraggiati a unirsi a milizie create spesso ad hoc dalle varie dinastie, es. la 保甲T, BaojiaP dei Song o la 團練T, TuanlianP dei Qing ma i soldati professionisti restarono solitamente reclutati tra banditi e vagabondi amnistiati, seppur le leve contadine furono generalmente considerate le più affidabili e controllabili.
Dal II secolo a.C. in poi, i soldati cinesi stanziati lungo le frontiere dell'impero furono incoraggiati dal governo centrale a stabilirsi in propri, locali appezzamenti agricoli nella speranza di raggiungere l'autosostentamento di tali truppe. Diverse dinastie tentarono di creare una casta militare ereditaria scambiando terreni agricoli di confine o altri privilegi in cambio del servizio, ricorrendo a svariati schemi socio-politici: 屯田T, TuntianP, 衛所T, Weisuo P e 府兵T, FubingP. Tuttavia, questa politica fallì sempre a causa della dilagante diserzione, causata dalla bassissima considerazione sociale di cui il soldato godeva nella cultura cinese, e questi eserciti "scomparsi" dovettero essere sostituiti con mercenari, leve contadine e/o milizia.
Al netto del discredito che affliggeva la carriera militare nella Cina imperiale, per coloro che non avevano un'istruzione formale, la via più rapida per raggiungere il potere e le alte sfere della società restò comunque arruolarsi nell'esercito e divenire militare di carriera. Sebbene il soldato fosse visto con un certo disprezzo dai funzionari-letterati, gli ufficiali militari con una carriera di successo potevano inevitabilmente acquisire un notevole prestigio. Alcuni imperatori della Cina furono appunto militari o funzionari-letterati con comando militare che usurparono il potere degli Figlio del Cielo in carica: es. il celebre Cáo Cāo (155–220), uno delle figure preminenti nella storia della Cina, era originariamente un ufficiale di cavalleria nel Luoyang; Zhao Hongyin (899–956), padre di Zhao Kuangyin, il fondatore della dinastia Song, scelse d'imbracciare la carriera militare e non quella di funzionario-letterato perché conscio delle opportunità date dalla mobilità sociale del periodo delle Cinque dinastie e dieci regni (907–960); Hongwu (r. 1368–1398), fondatore della dinastia Ming, era un capace capo-militare dei "Turbanti Rossi" di umilissime origini; ecc. Taluni imperatori dovettero invece il loro trono al supporto di capaci militari: es. Han Xin, il generale che garantì la presa di potere di Liu Bang e la conseguente fondazione della dinastia Han durante la Disputa Chu–Han.
Nonostante la pretesa di superiorità morale, i funzionari-letterati stessi spesso comandavano le truppe ed esercitavano quindi in prima persona il potere militare: es. nelle battute iniziali della Conquista mongola della Cina, le forze della dinastia Jīn (1115–1234) furono guidata contro i mongoli nella Battaglia di Yehuling (1211) dal Gran Cancelliere Duji Sizhong.

### Religiosi

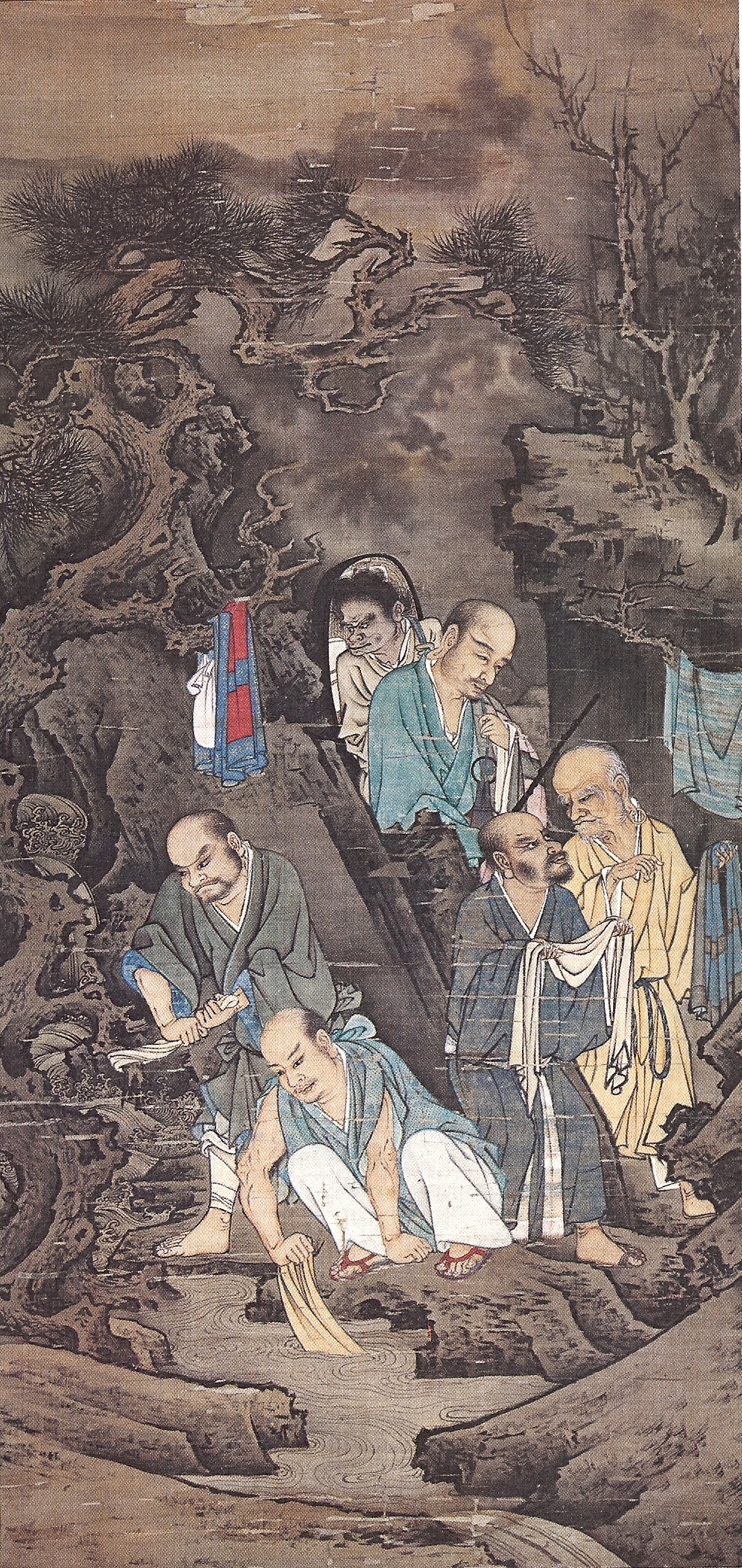
"I Luohan fanno il bucato" - dipinto di Lin Tinggui (1178)

I governi imperiali che si susseguirono nella storia della Cina adottarono variamente Confucianesimo o Taoismo (e talvolta il Buddhismo) come dottrine ufficiali di stato, praticavano culti di stato agli dèi cosmici e, al contempo, approvavano i culti di dèi e antenati praticati dalla maggioranza della popolazione, in modo non dissimile da quanto avveniva nel periodo classico europeo nel rapporto tra scuole filosofiche e culti religiosi. Tuttavia, ciò avvenne in modo specularmente opposto in Cina rispetto all'Europa, ovvero: nel periodo classico europeo la filosofia era un fatto privato e la religio (i culti) un fatto pubblico; in Cina i culti a dèi e antenati hanno un aspetto di pratica privata e un aspetto di pratica pubblica (culti di stato), mentre la dottrina canonica è un fatto pubblico. In un simile contesto, l'inquadramento sociale della figura del sacerdote fu sempre complesso.
Gli sciamani (zh. 巫T, WūP, WuW) nella Cina dell'età del bronzo ebbero una certa autorità come leader religiosi, divenendo funzionari governativi durante la prima dinastia Zhou che aveva strappato il potere alla dinastia Shang i cui re erano essi stessi a volte descritti come sciamani, e potrebbero essere stati i fondatori della medicina tradizionale cinese con i loro elisir per curare i pazienti.
Durante gli Stati Combattenti, spec. nel IV secolo a.C., comparvero poi i 方士S, FāngshìP, lett. "Gentiluomini che possiedono ricette magiche o Maestri dei metodi", specialisti nelle tecniche dello xian (zh. 仙人T, XiānP, 'HsienW, lett. "Immortalità/Trascendenza") e in altre arti cosmologiche ed esoteriche, a metà strada tra gli antichi wu ed i successivi sacerdoti taoisti propriamente detti, i 道士S, DaoshiP, lett. "Maestri del Dao", che vennero impiegati dai monarchi combattenti come divinatori, consiglieri ed alchimisti. Da quando l'imperatore Han Wudi, paradossalmente egli stesso ossessivo utilizzatore delle pratiche dei fangshi nella sua ricerca dell'elisir di lunga vita, stabilì il confucianesimo come religione di stato (v. sopra), le classi dominanti siniche mostrarono un crescente pregiudizio contro sciamani ed alchimisti, impedendo loro d'accumulare troppo potere e influenza al pari dei pericolosi ufficiali militari: interessante in questo senso la figura di Zhang Jiao, guida d'una setta taoista che si ribellò al governo Han! Indovini, geomanti o astrologi non godettero pertanto mai di grande considerazione sociale in Cina.
Il Buddhismo iniziò a diffondersi in Cina nel I secolo, complice il protettorato politico-militare esteso dalla regnante dinastia Han sull'Asia centrale, per tramite di missionari Nikāya prima e Mahāyāna poi che, oltre a tradurre in cinese i sutra, seppero/riuscirono ad integrare la loro dottrina con quella del taoismo.
Il monachesimo buddista divenne immensamente popolare in Cina a partire dal IV secolo, quando l'esenzione dalle tasse prevista dalla vita monastica si dimostrò allettante per i contadini poveri. Durante il periodo medievale furono fondati e mantenuti 4.000 monasteri finanziati dal governo che alla fine favorirono molteplici persecuzioni del buddismo (v.si Quattro persecuzioni cinesi del buddhismo, V-X secolo) poiché gran parte della controversia riguardava proprio l'esenzione dei monasteri dalle tasse, ma anche perché gli studiosi neo-confuciani criticarono il buddhismo come un'ideologia aliena e una minaccia all'ordine morale della società. Fin dal principio, i monaci buddisti furono comunque sponsorizzati dalle élite cinesi, a volte dai funzionari-letterati stessi, con i monasteri che «per dimensioni e magnificenza nessuna casa di principe poteva eguagliare.»
Entro la dinastia Ming (1368–1644) si affermò in Cina l'approccio sincretico noto come 三教T, Sān JiàoP, lett. "Tre insegnamenti", una fusione di confucianesimo, taoismo e buddismo considerati, nel loro insieme, un armonico aggregato, che garantì ai funzionari-letterati una certa libertà d'azione quanto a scelta della prediletta pratica mistico-esoterica preservando sempre l'approccio confuciano alla pratica quotidiana. Nonostante le forti simpatie buddiste dei governanti Sui e Tang, il curriculum degli esami imperiali restò infatti sempre definito dal canone confuciano poiché copriva da solo le competenze politiche e legali necessaria al governo.

### Schiavi

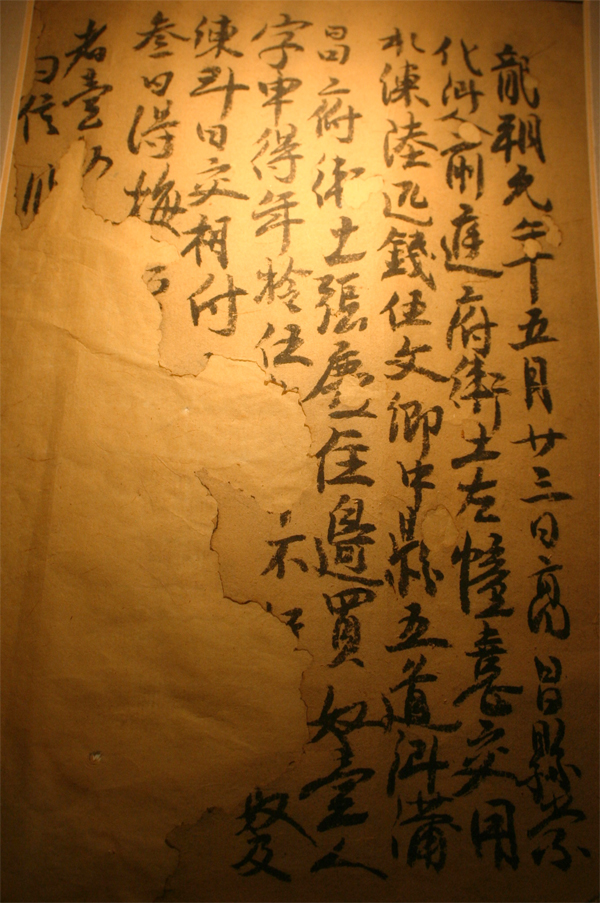
Contratto d'acquisto di uno schiavo d'epoca Tang dallo Xinjiang.

La schiavitù fu relativamente rara nella storia cinese ma sempre presente e praticata fino al XIX secolo, fondamentalmente come punizione giudiziaria per i crimini: es. i Qin condannavano alla castrazione ed alla conseguente schiavitù come eunuchi (v.si sopra) oltre che alla confisca dei beni (misura questa in alcuni casi applicata a tutta la famiglia ancora in epoca Han), gli individui colpevoli di stupro; gli schiavi (zh. 奴T, NuP) erano privati dei loro diritti legali e dei loro vincoli familiari. Durante le dinastie Han e Tang era illegale commerciare schiavi cinesi che non fossero criminali, mentre gli schiavi stranieri erano socialmente accettabili: es. godettero per diversi secoli di grande apprezzamento in Cina le schiave sessuali di provenienza vietnamita; i soldati ed i pirati Tang schiavizzarono Coreani, Turchi, Persiani, Indonesiani, Indocinesi, Mongoli ed altre genti dell'Asia Centrale tanto quanto dell'India settentrionale. Come già riportato, la maggior parte degli intrattenitori era di origine o ceto servile.
Seppur l'imperatore e la sua famiglia, perennemente circondati dagli eunuchi di corte, fossero i più grandi proprietari di schiavi della Cina, alcuni Figli del Cielo tentarono, inutilmente, di abolire la schiavitù nel Celeste Impero: Wang Mang di Xin (r. 9–23 d.C.), Hongwu di Ming (r. 1368–1398) e Yongzheng di Qing (r. 1723–1735). L'illegale riduzione in schiavitù dei bambini avveniva spesso con il pretesto di adozione da famiglie povere. È stato ipotizzato da ricercatori come Sue Gronewold che fino all'80% delle prostitute della tarda epoca Qing potrebbero essere state schiave.
Le Sei Dinastie (220–589), la dinastia Tang e, in parte, la dinastia Song usavano un complesso sistema di gruppi servili noti come 賤人T, lett. "Persone meschine" di posizione intermedia tra lo Shì nóng gōng shāng e la schiavitù propriamente detta.

Al servizio della Corte, in ordine decrescente d'importanza:
- i musicisti dei Sacrifici Imperiali 太常音聲人T, Taichan YinshengrenP;
- i servi incaricati dei servizi generali di palazzo 雑戶T, ZahuP, compresa la guardia alle Tombe imperiali;
- musici di famiglia 樂戶T, Yue HuP;
- artigiani di famiglia 工戶T, Gong HuP;
- mallevadori ufficiali 官戶T, Guan HuP;
- schiavi del governo 奴婢T, Nu BiP.

Al servizio di privati, in ordine decrescente d'importanza:
- servitori personali 部曲T, Bu QuP;
- servitori femminili 客女T, Ke NüP;
- schiavi privati 家奴T.

Le "Persone meschine" svolgevano una vasta gamma di lavori domestici, agricoli, consegnavano messaggi o servivano come guardie private.

### Esplicative
1. ↑  (EN) Truong Buu Lâm, New lamps for old: the transformation of the Vietnamese [...], Institute of Southeast Asian Studies, 1982,  p. 11.
«Gli esami provinciali consistevano in tre o quattro parti che verificavano le seguenti aree: conoscenza dei testi confuciani... Il titolo di cu nhan o "persona presentata" (per l'incarico) veniva conferito a coloro che superavano tutte e quattro le prove.»
2. ↑  (EN) D.W. Sloper, Thạc Cán Lê Higher Education in Vietnam: Change and Response, 1995,  p. 45.
«Per coloro che superavano il concorso del tribunale venivano assegnati quattro titoli: trang nguyen, dottorato di primo grado e primo vincitore, bang nhan, dottorato di primo grado e secondo vincitore; tham hoa, essendo un giocatore di primo rango [...]»
3. ↑  (EN) Nguyẽn Khá̆c Kham e Yunesuko Higashi, An introduction to Vietnamese culture, Tokyo, Ajia Bunka Kenkyū Sentā, 1967,  p. 20.
«La classificazione divenne più elaborata nel 1247 con il Tam-khoi che divise la prima categoria in tre classi separate: Trang-nguyen (primo premio nel concorso alla corte del re), Bang-nhan (secondo premio [...]»
4. ↑  (EN) Walter H. Slote e George A. De Vos, Confucianism & the Family, 1998,  p. 97.
«[..] i suoi collaboratori, in particolare Nguyen Trai (1380–1442) - che era lui stesso un confuciano - accettarono [...] di Trang Nguyen (Zhuang Yuan, o primo vincitore dell'esame nazionale con il massimo riconoscimento in ogni copia).»
5. ↑  La dinastia Zhou inventò il 天命T, 天命S, TiānmìngP, lett. "Mandato del cielo" per giustificare la sua usurpazione ai danni della dinastia Shang, oltretutto retrodatando la pratica con l'asserzione che gli Shang stessi avevano, a loro volta e a loro tempo, rovesciato l'ormai indegna precedente dinastia Xia - Zhao 2009.
6. ↑  (EN) Joseph Needham, Science and Civilisation in China, 6, Biology and Biological Technology; Part 6, Medicine, Cambridge University Press, 2000,  p. 58.
«Al centro dell'antico Taoismo c'era un elemento artigianale, poiché sia i maghi che i filosofi erano convinti che con le proprie mani si potessero ottenere cose importanti e utili. Non partecipavano alla mentalità dello studioso-amministratore confuciano che sedeva in alto nel suo tribunale emettendo ordini e non impiegava mai le mani se non nella lettura e nella scrittura. Questo è il motivo per cui ovunque nell'antica Cina si trovano i germogli di una qualsiasi delle scienze naturali, i taoisti saranno sicuramente coinvolti. I fang shih 方士 o "gentiluomini che possiedono ricette magiche" erano certamente taoisti, e lavoravano in tutti i tipi di direzioni come impiegati delle stelle e meteorologi, uomini di conoscenza agricola e astuti, irrigatori e costruttori di ponti, architetti e decoratori, ma soprattutto alchimisti. In effetti, l’inizio di ogni alchimia spetta a loro se la definiamo, come sicuramente dovremmo, come la combinazione di macrobiotica e aurifazione.»

### Bibliografiche
1. 1 2 3 4  Hansson 1996, pp. 20-21.
2. ↑  Brook 1998, p. 72.
3. 1 2 3 4  Barbieri-Low 2007, p. 37.
4. 1 2  Fairbank e Merle 2006, p. 108.
5. 1 2  Guliang Zhuan.
«古者有四民：有士民，有商民、有農民、有工民。夫甲，非人人之所能為也。丘作甲，非正也»
6. 1 2  Xunzi.
«農農、士士、工工、商商»
7. 1 2  (EN) Terence Byres e Harbans Mukhia, Feudalism and Non European Societies, Frank Cass & Co., 1985,  pp. 213-214, ISBN 0-7146-3245-7.
8. 1 2 3 4  (EN) George De Vos e Hiroshi Wagatsuma, Japan's invisible race: caste in culture and personality, University of California Press, 1966, ISBN 978-0-520-00306-4.
9. 1 2  (EN) Toby Slade, Japanese Fashion: A Cultural History, Berg, 2009, ISBN 978-1-84788-252-3.
10. ↑  Trad. in Barbieri-Low 2007, pp. 36-37.
11. 1 2 3  (EN) Lixing Tang, Merchants and Society in Modern China: Rise of Merchant Groups China Perspectives, Routledge, 2017, ISBN 978-1351612999.
12. ↑  Shuo Yuan.
«春秋曰：四民均則王道興而百姓寧；所謂四民者，士、農、工、商也。»
13. 1 2  (EN) Philip A. Kuhn, Chinese views of social classification, in James L. Watson (a cura di), Class and Social stratification in post-Revolution China, Cambridge University Press, 1984,  pp. 20-21, ISBN 0521143845.
14. 1 2 3 4 5 6  Hansson 1996, pp. 28-30.
15. ↑  Gernet 1962, pp. 129-130.
16. 1 2  Ebrey, Walthall e Palais 2006, p. 22.
17. ↑  (EN) Feng Li, Transmitting Antiquity: The Origin and Paradigmization of the "Five Ranks", in Dieter Kuhn e Helga Stahl (a cura di), Perceptions of Antiquity in Chinese Civilization, Würzburger Sinologische Schriften, 2008,  pp. 103-134.
18. 1 2  Peers 2006, pp. 17, 20, 24 e 31.
19. ↑  Zuo Zhuan.
«晉人或以廣隊．不能進．楚人惎之脫扃．少進．馬還．又惎之拔旆投衡．乃出»
20. ↑  Zuo Zhuan.
«將注豹．則關矣．曰．平公之靈．尚輔相余．豹射出其間．將注．則又關矣．曰．不狎鄙．抽矢．城射之．殪．張匄抽殳而下．射之．折股．扶伏而擊之．折軫．又射之．死．»
21. ↑  Ebrey, Walthall e Palais 2006, pp. 29-30.
22. ↑  Ebrey, Walthall e Palais 2006, p. 32.
23. ↑  Ebrey, Walthall e Palais 2006, pp. 32-39.
24. ↑  (EN) James J.Y. Liu, The Chinese Knight Errant, Londra, Routledge and Kegan Paul, 1967.
25. ↑  (EN) Derk Bodde, The State and Empire of Qin, in Denis Twitchett e Michael Loewe (a cura di), The Cambridge History of China, I: the Ch'in and Han Empires, 221 BC – AD 220, Cambridge, Cambridge University Press, 1987,  pp. 20-103, ISBN 0-521-24327-0.
26. ↑  (EN) Michael Loewe, China's First Empire, in History Today, vol. 57, n. 9, 9 settembre 2007.
27. ↑  (EN) Mark Borthwick, Pacific Century: The Emergence of Modern Pacific Asia[collegamento interrotto], Westview Press, 2006,  pp. 9-10, ISBN 978-0-8133-4355-6..
28. ↑  (EN) Michael Loewe, Divination, Mythology and Monarchy in Han China, Cambridge University Press, 15 settembre 1994, ISBN 978-0-521-45466-7.
29. ↑  (EN) H.G. Creel, Confucius: The Man and the Myth, New York, John Day Company, 1949,  pp. 239-241.
30. ↑  (EN) Michael Loewe, Dong Zhongshu, a ‘Confucian’ Heritage and the Chunqiu Fanlu, 2011,  pp. 145 e 148.
31. ↑  (EN) Edward A. Jr Kracke, Civil Service in Early Sung China, 960-1067: With Particular Emphasis on the Development of Controlled Sponsorship to Foster Administrative Responsibility, Harvard University Press, 1953,  p. 253.
32. ↑  Ebrey e Kwang-ching 1999, pp. 145-146.
33. 1 2  Ebrey, Walthall e Palais 2006, p. 159.
34. 1 2  Hansson 1996, p. 31.
35. ↑  Gernet 1962, p. 172.
36. ↑  Ebrey, Walthall e Palais 2006, p. 167.
37. ↑  Yuan 1994, pp. 193-199.
38. ↑  Ebrey, Walthall e Palais 2006, pp. 162-163.
39. ↑  Ebrey e Kwang-ching 1999, p. 148.
40. ↑  Fraser e Haber, p. 227.
41. ↑  Ebrey, Walthall e Palais 2006, p. 160.
42. ↑  Fairbank e Merle 2006, p. 94.
43. ↑  Fairbank e Merle 2006, p. 104.
44. ↑  Fairbank e Merle 2006, pp. 101-106.
45. ↑  Michael 1955, pp. 420-421.
46. ↑  (EN) Robert P. Hymes, Statesmen and Gentlemen: The Elite of Fu-Chou, Chiang-Hsi, in Northern and Southern Sung, Cambridge, Cambridge University Press, 1986, ISBN 978-0-521-30631-7.
47. 1 2 3 4  Gernet 1962, pp. 102-103.
48. ↑  (EN) Fu Zhufu, The economic history of China: Some special problems, in Modern China, vol. 7, n. 1, 1981,  p. 7, DOI:10.1177/009770048100700101.
49. ↑  (EN) Charles Holcombe, The Genesis of East Asia: 221 B.C. – A.D. 907, University of Hawaii Press, 2001,  pp. 136 e s., ISBN 978-0-8248-2465-5.
50. ↑  Graff 2003, p. 140 e s.
51. ↑  (EN) R.K. Sahay, History of China's Military, Vij Books India Pvt Ltd, 2016,  pp. 103 e s., ISBN 978-93-86019-90-5.
52. ↑  Ebrey e Kwang-ching 1999, p. 141.
53. 1 2  Spence 1999, p. 13.
54. 1 2  Gernet 1962, pp. 88-94.
55. ↑  (EN) David Faure, China And Capitalism: A History of Business Enterprise in Modern China, Understanding China: New Viewpoints on History And Culture, Hong Kong Univ Press, 2006, ISBN 978-962-209-784-1.
56. ↑  (EN) William T. Rowe, Social stability and social change, in Willard J. Peterson (a cura di), The Cambridge History of China, IX, The Ch'ing Empire to 1800, Part 1, Cambridge, Cambridge University Press, 2002,  pp. 473-562.
57. ↑  (EN) Joseph Needham, Wang Ling e Lu Gwei-djen, Science and Civilisation in China, 4: Physics and Physical Technology. Part 3, Civil Engineering and Nautics, Cambridge University Press, 1971,  p. 84, ISBN 9780521210287.
58. ↑  (EN) Qinghua Guo, Yingzao Fashi: Twelfth-Century Chinese Building Manual, in Architectural History, vol. 41, 1998,  pp. 4-6, DOI:10.2307/1568644, JSTOR 1568644.
59. ↑  (EN) Margaret Medley, The Ming – Qing Transition in Chinese Porcelain, in Arts Asiatiques, vol. 42, 1987,  pp. 65-76, DOI:10.3406/arasi.1987.1217.
60. ↑  (EN) Gang Zhao, The Qing Opening to the Ocean: Chinese Maritime Policies, 1684–1757, University of Hawai'i Press, 2013,  pp. 116-136.
61. ↑  (EN) Bettina Newton, Beginner's Guide To Antique Collection[collegamento interrotto], Karan Kerry, 2014.
62. ↑  (EN) William Burton, Porcelain: its nature art and manufacture, B. T. Batsford Ldt, 1906.
63. ↑  (EN) Susan G. Valenstein, A handbook of Chinese ceramics, Metropolitan Museum of Art, 1989,  p. 197, ISBN 0-87099-514-6.
64. ↑  (EN) Giovanni Federico, An Economic History of the Silk Industry, 1830–1930, Cambridge University Press, 1997,  pp. 14 e 20, ISBN 0521581982.
65. ↑  (EN) Heleanor B. Feltham, Justinian and the International Silk Trade (PDF), in Sino-Platonic papers, vol. 194, 2009,  p. 34.
66. ↑  (EN) Liliam M Li, China's Silk Trade : Traditional Industry in the Modern World, 1842–1937, Harvard East Asian monographs, vol. 97, Harvard University Press, 1981, ISBN 978-0-674-11962-8.
67. ↑  (ZH) Han Feizi, su zh.wikisource.org.
«其商工之民，修治苦窳之器，聚弗靡之財，蓄積待時，而侔農夫之利。»
68. ↑  Ebrey, Walthall e Palais 2006, p. 156.
69. ↑  Bowman 2000, p. 105.
70. ↑  (EN) Peter Bernholz, Monetary Regimes and Inflation: History, Economic and Political Relationships, Edward Elgar Publishing, 2003,  p. 53, ISBN 978-1-84376-155-6.
71. ↑  (EN) Daniel R. Headrick, Technology: A World History, Oxford University Press, 1º aprile 2009,  p. 85, ISBN 978-0-19-988759-0.
72. 1 2  Gernet 1962, pp. 68-69.
73. ↑  (EN) Guo Wu, Zheng Guanying: Merchant Reformer of Late Qing China and His Influence on Economics, Politics, and Society, Cambria Press, 2010,  pp. 14-16, ISBN 978-1604977059.
74. 1 2  Ch'ü 1972, pp. 113-114.
75. 1 2  Ch'ü 1972, p. 114.
76. ↑  Ch'ü 1972, pp. 114-115.
77. ↑  Ch'ü 1972, pp. 115-117.
78. ↑  Nishijima 1986, p. 576.
79. ↑  Nishijima 1986, pp. 576-577.
80. ↑  Hucker 1975, p. 187.
81. ↑  Gernet 1962, p. 77.
82. ↑  Gernet 1962, p. 88.
83. ↑  Ebrey, Walthall e Palais 2006, p. 157.
84. ↑  Brook 1998, pp. 90–93, 129–130 e 151.
85. ↑  Brook 1998, pp. 128–129 e 134–138.
86. ↑  Brook 1998, pp. 215-216.
87. ↑  (ZH) Yu Yingshi, 中國近世宗教倫理與商人精神S, Zhongguo Jinshi Zongjiao Lunli yu Shangren JingshenP, Taipei, Lianjing Chuban Shiye Gongsi, 1987.
88. ↑  (EN) Billy So, Prosperity, Region, and Institutions in Maritime China, Harvard University Press, 2000,  pp. 253-279.
89. ↑  (EN) Billy So, Institutions in market economies of premodern maritime China, in Billy So (a cura di), The Economy of Lower Yangzi Delta in Late Imperial China, New York, Routledge, 2013,  pp. 208-232.
90. ↑  Brook 1998, p. 161.
91. ↑  Brook 1998, p. 102.
92. 1 2  Brook 1998, p. 108.
93. 1 2  Tai Peng 1979, p. 103.
94. ↑  (EN) Fang Liufang, Xia Yuantao e Sang Binxue, Chinese Partnership, in Law and Contemporary Problems: The Emerging Framework of Chinese Civil Law: [Part 2], vol. 52, n. 3, 1989.
95. ↑  (EN) Kwon Ping Ho e Arnoud De Meyer, The Art of Leadership: Perspectives from Distinguished Thought Leaders, World Scientific Publishing, 2017, ISBN 978-9813233485.
96. ↑  (EN) Richard Rutt, The Flower Boys of Silla (Hwarang), Notes on the Sources, in Transactions of the Korea Branch of the Royal Asiatic Society, vol. 38, ottobre 1961,  pp. 1-66.
97. ↑  (EN) Ki-Baik Lee, A New History of Korea, Harvard University Press, 1984,  pp. 50-51, ISBN 0-674-61576-X.
98. ↑  (EN) 신형식, A Brief History of Korea, 1 The spirit of Korean cultural roots, rist. ill., Ewha Womans University Press, 2005, ISBN 8973006193.
99. ↑  (EN) Yangban, su britannica.com. URL consultato il 17 maggio 2023.
100. ↑  (EN) Traditional Social Structure, su countrystudies.us. URL consultato il 17 maggio 2023.
101. ↑  (EN) Stephen R. Turnbull, Samurai invasion : Japan's Korean War, 1592-98, Londra, Cassell & Co, 2002,  pp. 11-14, ISBN 0-304-35948-3, OCLC 50289152.
102. ↑  (EN) Andrew C Nahm, Korea: Tradition and Transformation : A History of the Korean People, 2. ed., Hollym International, 1996,  pp. 100-102, ISBN 1-56591-070-2.
103. ↑  (EN) Michael J. Seth, A History of Korea: From Antiquity to the Present, Rowman & Littlefield Publishers, 2010,  pp. 165-167, ISBN 9780742567177.
104. ↑  (JA) 一山一寧, Yishan Yining, in 朝日日本歴史人物事典, Nihon Rekishi Jinbutsu Jiten [Dizionario di storia e personaggi del Giappone], Asahi Shinbun.
105. ↑  (EN) Edward Craig, Routledge Encyclopedia of Philosophy, Volume 7, Taylor & Francis, 1998, ISBN 978-0-415-07310-3.
106. ↑  (EN) Richard Arthur Brabazon Ponsonby-Fane, Sovereign and Subject, Kyoto, Ponsonby Memorial Society, 1962, OCLC 1014075.
107. ↑  (EN) David L. Howell, Geographies of identity in nineteenth-century Japan, University of California Press, 2005, ISBN 0-520-24085-5.
108. ↑   Rosa Caroli e Francesco Gatti, Storia del Giappone, Laterza, 2007,  p. 101, ISBN 978-88-420-8164-7.
109. ↑  (EN) Conrad Totman, Japan Before Perry: A Short History, ill., University of California Press, 1981,  pp. 139–140 e 161–163, ISBN 0520041348.
110. ↑   Claudio Zanier, Il Giappone Tokugawa: una via autonoma all'accumulazione originaria (1603-1867), in Nicola Tranfaglia e Massimo Firpo (a cura di), La Storia: i grandi problemi dal Medioevo all'età contemporanea, UTET, 1987,  p. 839, ISBN 9788802040516.
111. 1 2  (EN) Guy J, Tamil Merchant Guilds and the Quanzhou Trade, in Schottenhammer A (a cura di), The emporium of the world : Maritime Quanzhou, 1000-1400, Brill, 2001,  pp. 283-308.
112. ↑  (EN) Hong CZ, A Study of Spice Trade from the Quanzhou Maritime Silk Road in Song and Yuan Dynasties, in Proceedings of the 2nd Annual International Conference on Social Science and Contemporary Humanity Development, Atlantis Press, 2016,  pp. 487-491, DOI:10.2991/sschd-16.2016.96, ISBN 978-94-6252-227-5. URL consultato il 27 dicembre 2020.
113. ↑  (EN) Subairath CT, Calicut: A centri-petal force in the Chinese and Arab trade (1200-1500), in Proceedings of the Indian History Congress, vol. 72, 2011,  pp. 1082-1089, JSTOR 44145720.
114. ↑  (EN) Ju-kang T, Chêng Ho's Voyages and the Distribution of Pepper in China, in Journal of the Royal Asiatic Society of Great Britain and Ireland, n. 2, 1981,  pp. 186-197, JSTOR 25211245.
115. ↑  (EN) Manguin PY, Austronesian Shipping in the Indian Ocean: From Outrigger Boats to Trading Ships, in Early Exchange between Africa and the Wider Indian Ocean World, Palgrave Macmillan, 2016,  pp. 51-76, ISBN 9783319338224.
116. ↑  (EN) Doran E Jr., Outrigger Ages, in The Journal of the Polynesian Society, vol. 83, 1974,  pp. 130-140.
117. ↑  (EN) Doran EB, Wangka: Austronesian Canoe Origins, Texas A&M University Press, 1981, ISBN 9780890961070.
118. ↑  (EN) Blench R, Fruits and arboriculture in the Indo-Pacific region, in Bulletin of the Indo-Pacific Prehistory Association, vol. 24, The Taipei Papers, 2004,  pp. 31-50.
119. ↑  (EN) Haraprasad Ray, An Analysis of the Chinese Maritime Voyages into the Indian Ocean during Early Ming Dynasty and their Raison d'Etre, in China Report, vol. 23, 1987,  pp. 65-87, DOI:10.1177/000944558702300107.
120. ↑  (EN) Edward L. Dreyer, Zheng He: China and the Oceans in the Early Ming Dynasty, 1405–1433, New York, Pearson Longman, 2007, ISBN 978-0-321-08443-9.
121. 1 2  (EN) Cœdès G, The Indianized States of South-East Asia, University of Hawaii Press, 1968, ISBN 9780824803681. URL consultato il 19 settembre 2019.
122. ↑  (EN) Sarji A e Hamid A, The Encyclopedia of Malaysia, 16 - The Rulers of Malaysia, Editions Didier Millet, 2011, ISBN 978-981-3018-54-9.
123. ↑  (EN) Carl A. Trocki, Prince of Pirates: The Temenggongs and the Development of Johor and Singapore, 1784-1885, Singapore, NUS Press, 2007,  pp. 27-39, ISBN 978-9971-69-376-3.
124. ↑  (EN) Keat Gin Ooi, Southeast Asia: A Historical Encyclopedia, From Angkor Wat to East Timor, Bloomsbury Academic, 2004,  p. 711.
125. ↑  (EN) In-Won Hwang, Personalized Politics: The Malaysian State Under Matahtir, ISEAS / Silkworm, 2003,  p. 56.
126. ↑  (EN) David C. Buxbaum, Family Law and Customary Law in Asia: A Contemporary Legal Perspective, Springer, 2013, ISBN 9789401762168.
127. ↑  (EN) Siamese Aristocracy Index, su Soravij. URL consultato il 9 gennaio 2017.
128. ↑  (EN) The history of Kuala Lumpur's founding is not as clear cut as some think.
129. ↑  (EN) Claudine Lombard-Salmon, The Han Family of East Java. Entrepreneurship and Politics (18th-19th Centuries), in Archipel, vol. 41, n. 1, 1991,  pp. 53-87, DOI:10.3406/arch.1991.2711. URL consultato il 23 febbraio 2018.
130. ↑  (FR) Claudine Lombard-Salmon, La communauté chinoise de Surabaya. Essai d'histoire, des origines à la crise de 1930, in Archipel, vol. 53, n. 1, 1997,  pp. 121-206, DOI:10.3406/arch.1997.3396. URL consultato il 23 febbraio 2018.
131. 1 2  (NL) Steve Haryono, Perkawinan Strategis: Hubungan Keluarga Antara Opsir-opsir Tionghoa Dan 'Cabang Atas' Di Jawa Pada Abad Ke-19 Dan 20, Rotterdam, Steve Haryono, 2017, ISBN 9789090302492. URL consultato il 25 giugno 2018.
132. ↑  (EN) Leonard Blussé e Menghong Chen, The Archives of the Kong Koan of Batavia, Brill, 2003, ISBN 9004131574.
133. 1 2 3 4  (EN) Mona Lohanda, The Kapitan Cina of Batavia, 1837-1942: A History of Chinese Establishment in Colonial Society, Giacarta, Djambatan, 1996, ISBN 9789794282571. URL consultato il 23 febbraio 2018.
134. ↑  (EN) Jürgen Osterhammel, The Transformation of the World: A Global History of the Nineteenth Century, New Jersey, Princeton University Press, 2014, ISBN 9781400849949. URL consultato il 23 febbraio 2018.
135. ↑  (EN) Michael R. Godley, The Mandarin-Capitalists from Nanyang: Overseas Chinese Enterprise in the Modernisation of China 1893-1911, Cambridge Studies in Chinese History, Literature and Institutions, Cambridge University Press, 2002,  pp. 41-43, ISBN 0521526957.
136. ↑  (EN) Mary Somers Heidhues, Golddiggers, Farmers, and Traders in the "Chinese Districts" of West Kalimantan, Indonesia, Cornell Southeast Asia Program Publications, 2003, ISBN 978-0-87727-733-0.
137. ↑  (EN) Mary Somers Heidhues, Chinese Settlements in Rural Southeast Asia: Unwritten Histories, in Sojourners and Settlers: Histories of Southeast China and the Chinese, University of Hawaii Press, 1996,  pp. 164-182, ISBN 978-0-8248-2446-4.
138. ↑  (EN) Tai Peng Wang, The Word "Kongsi": A Note, in Journal of the Malaysian Branch of the Royal Asiatic Society, vol. 52, n. 235, 1979,  pp. 102-105.
139. ↑  Heidhues 2003, p. 54.
140. ↑  Heidhues 2003, p. 63.
141. ↑  Smits 1999, p. 73.
142. ↑  Kerr 2011, p. 76.
143. ↑  Steben 1998, p. 47.
144. ↑  Kerr 2011.
145. ↑  Smits 1999, p. 14.
146. ↑  (EN) George H. Kerr, Ryukyu Kingdom and Province Before 1945 (Scientific investigations in the Ryukyu Islands), National Academies, 1953.
147. ↑  Smits 1999, pp. 38-39.
148. ↑  (EN) Lynn Pan, The Encyclopedia of the Chinese Overseas, Harvard University Press, 1998,  p. 228, ISBN 0674252101.
149. ↑  Kleinen 1999, p. 71.
150. ↑  (VI) Trần Trọng Kim, Việt Nam sử lược, Saigon, Center for School Materials, 1971,  p. 42.
151. ↑  (EN) D.R. SarDesai, Southeast Asia: Past and Present, 7 rist., Hachette (UK), 2012, ISBN 978-0813348384.
152. ↑   Il Tempio della Letteratura, su Anellidifum0's Blog, 16 gennaio 2014. URL consultato il 22 luglio 2019.
153. ↑  Kleinen 1999, pp. 5 e 31-32.
154. ↑  (EN) Alexander Woodside, Vietnam and the Chinese Model: A Comparative Study of Vietnamese and Chinese Government in the First Half of the Nineteenth Century, su ACLS Humanities E-Book Volume 140 of East Asian Monograph Series Harvard East Asian monographs, Harvard East Asian series, rist. riv. ill., Harvard University Asia Center, 1988,  p. 216, ISBN 067493721X, ISSN 0073-0483 (WC · ACNP).
155. ↑  (EN) Zhao Dingxin, The Mandate of Heaven and Performance Legitimation in Historical and Contemporary China, in American Behavioral Scientist, vol. 53, Sage Publications, novembre 2009,  pp. 416-433, DOI:10.1177/0002764209338800.
156. ↑  (EN) David W. Pankenier, The cosmo-political background of Heaven's Mandate, in Early China, vol. 20, Cambridge University Press, 1995,  pp. 121-176, DOI:10.1017/S0362502800004466, JSTOR 23351765.
157. ↑  Wang 2008, p. xx.
158. ↑  Wang 2008, p. xxi.
159. ↑  Wang 2008, p. 10.
160. ↑  (EN) Stephen Turnbull, Mongol Warrior 1200-1350, Osprey Publishing, 2003.
161. 1 2  Graff 2003, pp. 25-26.
162. ↑  Peers 2006, p. 164.
163. ↑  (EN) Pablo Robles, Knife, spigot, chilli sauce: the making of a Forbidden City eunuch, su South China Morning Post. URL consultato il 12 marzo 2022.
164. ↑  (EN) Melissa S. Dale, Inside the World of the Eunuch, 2018,  p. 14, ISBN 9888455753.
165. ↑  (EN) Orlando Patterson, 11: The Ultimate Slave, in Slavery and Social Death: A Comparative Study, Harvard University Press, 2018, ISBN 978-0-674-91613-5.
166. ↑  (EN) Ray Huang, 1587, A Year of No Significance: The Ming Dynasty in Decline, Yale University Press, 1981, ISBN 0-300-02518-1.
167. ↑  (EN) John W. Dardess, Ming China, 1368–1644: A Concise History of a Resilient Empire, Lanham, Maryland, Rowman & Littlefield, 2012, ISBN 978-1-4422-0490-4.
168. ↑  Spence 1999, pp. 17-18.
169. ↑  (EN) Zhang Yingyu, The Book of Swindles: Selections from a Late Ming Collection, traduzione di Christopher Rea e Bruce Rusk, New York, Columbia University Press, 2017.
170. 1 2  (EN) Edward Behr, The Last Emperor, Londra, Futura, 1987,  p. 73.
171. ↑  Hansson 1996, p. 36.
172. 1 2 3  Hansson 1996, p. 32.
173. ↑  (EN) Andrew F. Jones, Yellow Music: Media Culture and Colonial Modernity in the Chinese Jazz Age, Duke University Press, 2001,  p. 29, ISBN 0822326949.
174. 1 2 3  Ko, Kim e Pigott 2003, pp. 97-99.
175. ↑  (EN) Bruno Nettl e Timothy Rommen, Excursions in World Music, Taylor & Francis, 2016,  p. 131, ISBN 978-1317213758.
176. 1 2  (EN) Elegant Music Dance, su ChinaCulture.org. URL consultato il 12 novembre 2014 (archiviato dall'url originale il 17 ottobre 2013).
177. ↑  Ko, Kim e Pigott 2003, pp. 112-114.
178. ↑  Hansson 1996, pp. 55-75.
179. ↑  (EN) Selina O'Grady, And Man Created God: Kings, Cults and Conquests at the Time of Jesus, Atlantic Books, 2012,  p. 142, ISBN 978-1843546962.
180. ↑  (EN) Wai-lim Yip, Chinese Poetry: An Anthology of Major Modes and Genres, Durham e Londra, Duke University Press, 1997,  p. 66, ISBN 0-8223-1946-2.
181. ↑  (EN) Sharron Gu, A Cultural History of the Chinese Language, McFarland, 2011,  pp. 24-25, ISBN 978-0786466498.
182. ↑  (EN) Tan Ye, Historical Dictionary of Chinese Theater, Scarecrow Press, 2008,  p. 223, ISBN 978-0810855144.
183. ↑  (EN) Michael Dillon, China: A Historical and Cultural Dictionary, Routledge, 24 febbraio 1998,  pp. 224-225, ISBN 978-0700704392.
184. ↑  (EN) China: Five Thousand Years of History and Civilization, City University of Hong Kong Press, 2007,  pp. 458-460, ISBN 978-9629371401.
185. 1 2  (EN) Wang Liu Hui chen, The Traditional Chinese Clan Rules, Association for Asian Studies, 1959,  pp. 160-163.
186. 1 2 3 4 5  Fairbank e Merle 2006, p. 109.
187. ↑  Peers 2006, p. 128.
188. ↑  Peers 2006, pp. 114 e 130.
189. ↑  Peers 2006, pp. 128-130, 180 e 199.
190. ↑  (EN) Kenneth M. Swope, The Military Collapse of China's Ming dynasty, Routledge, 2009,  p. 21.
191. ↑  (EN) Ulrich Theobald, Tuntian, su China knowledge.
192. ↑  (EN) Zhaoxiang Liu, History of Military Legal System, Encyclopedia of China Publishing House, 2000, ISBN 7-5000-6303-2.
193. ↑  Peers 2006, pp. 110-112.
194. ↑  Peers 2006, pp. 175-179.
195. ↑  Lorge 2005, p. 43.
196. ↑  Ebrey, Walthall e Palais 2006, p. 166.
197. ↑  (DE) Max Weber, Gesammelte Aufsätze zur Religionssoziologie [Scritti di sociologia della religione], II, 1920-1921.
198. ↑  (EN) Lothar Von Falkenhausen, Reflections of the Political Role of Spirit Mediums in Early China: The Wu Officials in the Zhou Li, vol. 20, Society for the study of Early China, 1995,  p. 285.
199. ↑  (EN) Kwang-Chih Chang, Art, Myth, and Ritual: The Path to Political Authority in Ancient China, Harvard University Press, 1983,  pp. 45–47.
200. ↑  (ZH) Mengjia Chen, 商代的神話與巫術 [Miti e magia della dinastia Shang], Yanjing xuebao, 1936,  p. 535, ISBN 9787101112139.
201. ↑  (EN) John Wm. Schiffeler, The Origin of Chinese Folk Medicine, in Asian Folklore Studies, vol. 35, n. 2, 1976,  p. 27, DOI:10.2307/1177648, JSTOR 1177648, PMID 11614235.
202. ↑  DeWoskin 1983, p. 19.
203. ↑  DeWoskin 1983, pp. 22-29.
204. ↑  DeWoskin 1983, p. 379.
205. ↑  (EN) Joseph Needham e Gwei-djen Lu, Science and Civilisation in China, 2: History of Scientific Thought, Cambridge University Press, 1956,  p. 134.
206. ↑  DeWoskin 1983, p. 378.
207. ↑  (EN) Jan Jakob Maria Groot, The Religious System of China: Its Ancient Forms, Evolution, History and Present Aspect, Manners, Customs and Social Institutions Connected Therewith, Brill Publishers, 1892–1910,  pp. 1233-1242.
208. ↑  (EN) Rafe de Crespigny, A biographical dictionary of Later Han to the Three Kingdoms (23–220 AD), Leida, Brill, 2007,  p. 1058, ISBN 978-90-04-15605-0.
209. ↑  Hansson 1996, p. 26.
210. ↑  (EN) Mario Poceski, Chinese Buddhism, in Randall L. Nadeau (a cura di), The Wiley-Blackwell Companion to Chinese Religions, John Wiley & Sons, 2012,  pp. 197-218.
211. ↑  (EN) Chün-fang Yü, Chinese Buddhism: A Thematic History, University of Hawaii Press, 2020,  pp. 14-15.
212. ↑  (EN) Jacques Gernet e Franciscus Verellen, Buddhism in Chinese Society, 1998,  pp. 14 e 318-319.
213. ↑  Wright 1959, pp. 88-94.
214. ↑  (EN) Timothy Brook, Praying for Power: Buddhism and the Formation of Gentry Society in Late-Ming China, Harvard University Press, 1993,  pp. 2–3, ISBN 0674697758.
215. ↑  (EN) Living in the Chinese Cosmos: Understanding Religion in Late-Imperial China, su afe.easia.columbia.edu.
216. ↑  (EN) Quan-Hoang Vuong, Cultural additivity: behavioural insights from the interaction of Confucianism, Buddhism and Taoism in folktales, in Palgrave Communications, vol. 4, n. 1, 2018, DOI:10.1057/s41599-018-0189-2.
217. ↑  Wright 1959, p. 86.
218. ↑  (EN) John Henry Gray, China: A History of the Laws, Manners and Customs of the People, rist., Mineola (NY), Dover Publications, 2002  [1878],  pp. 241-43.
219. 1 2  Hallet 2007, pp. 154-156.
220. ↑  Barbieri-Low 2007, p. 146.
221. ↑  (EN) Mark Edward Lewis, The early Chinese empires: Qin and Han, Harvard University Press, 2007,  p. 252, ISBN 978-0674024779.
222. ↑  (EN) Robin Yates, Slavery in Early China: A Socio-Cultural Approach, in Society for East Asian Studies (a cura di), Journal of East Asian archaeology, vol. 3, Brill, 2001,  pp. 283-331.
223. 1 2  Hansson 1996, p. 135.
224. ↑  (EN) Edward Hetzel Schafer, The Golden Peaches of Samarkand: A Study of T'ang Exotics, University of California Press, 1963,  pp. 44–45.
225. ↑  (EN) Andrew Henley e David Forbes, Vietnam Past and Present: The North, Cognoscenti Books, ISBN 9781300568070.
226. ↑  (EN) Edward Hetzel Schafer, The Vermilion Bird, University of California Press, 1967,  p. 56.
227. ↑  (EN) Shiratori Kurakichi (a cura di), Memoirs of the Research Department of Toyo Bunko, n. 2, Tokyo, The Toyo Bunko, 1928,  p. 63.
228. ↑  (EN) Kenneth B. Lee, Korea and East Asia: the story of a Phoenix, Greenwood Publishing Group, 1997,  p. 49, ISBN 978-0275958237.
229. ↑  (EN) David Brion Davis, The Problem of Slavery in Western Culture, Oxford University Press, 1966,  p. 51, ISBN 978-0195056396.
230. ↑  (EN) Joyce E. Salisbury, The Greenwood Encyclopedia of Daily Life: The medieval world, Greenwood Press, 2004,  p. 316.
231. ↑  Hansson 1996, p. 34.
232. ↑  Hallet 2007, p. 155.
233. ↑  (EN) ABC-CLIO, LLC, Harcourt Education, Encyclopedia of Slave Resistance and Rebellion, 2 v.,  p. 420.
234. ↑  (EN) Sue Gronewold, Beautiful merchandise: Prostitution in China, 1860-1936, Women and History, 1982,  pp. 12–13 e 32.

### Fonti
- (ZH) 周禮T, 周礼S, lett. "Riti di Zhou", Tredici Classici.
- (ZH) Zuo Qiuming, 左傳T, 左传S, Zuǒ zhuànP, Tso ChuanW, lett. "Cronaca/Commentario di Zuo", Periodo degli Stati Combattenti.
- (ZH) 穀梁傳T, 谷梁传S, Guliang ZhuanP, lett. "Commentarii di Guliang", Periodo degli Stati Combattenti.
- (ZH) Xun Kuang, 荀子T, XunziP, Periodo degli Stati Combattenti.
- (ZH) Liu Xiang, 說苑T, 说苑S, Shuo YuanP, lett. "Giardino delle storie", pre-6 d.C..
- (ZH) Ban Biao, Ban Gu e Ban Zhao, 漢書T, 汉书S, HànshūP, Ch'ien Han ShuW, lett. "Libro degli Han", 二十四史S, Èrshísì ShǐP, lett. "Ventiquattro Storie", 111 d.C.

### Studi
- (EN) Anthony J. Barbieri-Low, Artisans in Early Imperial China, Seattle e Londra, University of Washington Press, 2007, ISBN 0-295-98713-8.
- (EN) Timothy Brook, The Confusions of Pleasure: Commerce and Culture in Ming China, Berkeley, University of California Press, 1998, ISBN 0-520-22154-0.
- (EN) T'ung-tsu Ch'ü, Han Dynasty China, a cura di Jack L. Dull, Volume 1: Han Social Structure, Seattle e Londra, University of Washington Press, 1972, ISBN 978-0-295-95068-6.
- (EN) Doctors, Diviners, and Magicians of Ancient China: Biographies of Frang-shih, traduzione di Kenneth J. DeWoskin, Columbia University Press, 1983.
- (EN) Patricia Buckley Ebrey, Anne Walthall e James Palais, East Asia: A Cultural, Social, and Political History, Boston, Houghton Mifflin Company, 2006, ISBN 0-618-13384-4.
- (EN) Patricia Buckley Ebrey e Liu Kwang-ching, The Cambridge Illustrated History of China, Cambridge University Press, 1999, ISBN 0-521-66991-X.
- (EN) Patricia Buckley Ebrey, The Aristocratic Families in Early Imperial China: A Case Study of the Po-Ling Ts'ui Family, Cambridge University Press, 1978.
- (EN) John King Fairbank e Merle Goldman, China: A New History, 2. ed. ampliate, Cambridge e Londra, The Belknap Press of Harvard University Press, 2006  [1992], ISBN 0-674-01828-1.
- (EN) Jacques Gernet, Daily Life in China on the Eve of the Mongol Invasion, 1250–1276, traduzione di H.M. Wright, Stanford University Press, 1962, ISBN 0-8047-0720-0.
- (EN) David Graff, Medieval Chinese Warfare 300–900, Routledge, 2003, ISBN 978-1-134-55353-2.
- (EN) Nicole Hallet, China and Antislavery, in Encyclopedia of Antislavery and Abolition, vol. 1, Greenwood Publishing Group, 2007,  pp. 154-156, ISBN 0-313-33143-X.
- (EN) Anders Hansson, Chinese Outcasts: Discrimination and Emancipation in Late Imperial China, Brill, 1996, ISBN 9004105964.
- (EN) George H. Kerr, Okinawan: The History of an Island People, Tuttle, 2011, ISBN 978-1462901845.
- (EN) John Kleinen, Facing the Future, Reviving the Past: A Study of Social Change in a Northern Vietnamese Village, Institute of Southeast Asian Studies, 1999, ISBN 978-9812300393.
- (EN) Dorothy Ko, JaHyun Kim e Joan R. Pigott, Women and Confucian Cultures in Premodern China, Korea, and Japan, University of california press, 2003,  pp. 112-114, ISBN 0520231384.
- (EN) Peter Lorge, War, Politics and Society in Early Modern China, 900–1795, New York, Routledge, 2005.
- (EN) Franz Michael, State and Society in Nineteenth-Century China, in World Politics: A Quarterly Journal of International Relations, vol. 3, n. 3, aprile 1955,  pp. 419-433.
- (EN) Sadao Nishijima, The economic and social history of Former Han, in Denis Twitchett e Michael Loewe (a cura di), Cambridge History of China, Volume I: the Ch'in and Han Empires, 221 B.C. – A.D. 220, Cambridge University Press, 1986,  pp. 545-607.
- (EN) C.J. Peers, Soldiers of the Dragon: Chinese Armies 1500 BC-AD 1840, Osprey Publishing, 2006, ISBN 1-84603-098-6.
- (EN) Gregory Smits, Visions of Ryukyu: Identity and Ideology in Early-Modern Thought and Politics, University of Hawai'i Press, 1999.
- (EN) Jonathan D. Spence, The Search For Modern China, 2. ed., New York, W. W. Norton & Company, 1999, ISBN 0-393-97351-4.
- (EN) Barry D. Steben, The Transmission of Neo-Confucianism to the Ryukyu (Liuqiu) Islands and its Historical Significance, in Sino-Japanese studies, vol. 11, n. 1, 1998.
- (EN) Zheng Yuan, Local Government Schools in Sung China: A Reassessment, in History of Education Quarterly, vol. 34, n. 2, estate 1994,  pp. 193-213.
- (EN) Richard G. Wang, The Ming Prince and Daoism: Institutional Patronage of an Elite, Oxford University Press, 2008, ISBN 0199767688.
- (EN) Arthur F. Wright, Buddhism in Chinese History, Stanford University Press, 1959.